# 平和大通
平和大通（日语：／）是一条东西贯穿广岛县广岛市中心的街道，长约4公里。它也被称为“百米路”。整条道路被指定为广岛市道比治山庚午线。

## 简介
平和大通于1965年开通，其名称是在1951年通过公开征集而选定的。它是日本道路百选之一，并与广岛和平纪念公园一起被评为日本城市景观百选之一。正如其昵称“百米路”所暗示的那样，这条路宽100米。
平和大通最早是太平洋战争结束时修建的防火道（疏开道路）之一。战后亦是百米路计划的实施地，该计划源自日本政府的战灾复兴都市规划。这条林荫大道成为广岛发展成为国际和平文化城市的象征。1946年10月制定的“广岛复兴都市规划”中，它与“和平公园”和“河滨绿地”一起被列为核心。 1952年3月，广岛市制定了如今构成城市规划基础的“广岛和平都市建设计划”，这条道路成为了该市道路规划的中心轴线。至今只有三条百米路规划得以实现：平和大通，以及名古屋的若宫大通和久屋大通。
它是广岛市道比治山庚午线的一部分，向西位于太田川放水路以西，向东位于京桥川以东，东西贯穿太田川形成的广岛三角洲的中心。换句话说，它向东延伸到河流的外侧，而不是内侧。其西端是西区己斐的新己斐桥西端交叉路口，东端是南区比治山的鹤见桥东端交叉路口。
这条路是当地居民和前往广岛和平纪念公园的游客都会使用的道路，人流量很大。每年5月3日至5日举行的和平庆典——广岛鲜花节也在此举办。
- 名称：广岛市道比地山庚午线（平和大通）[3][11]
- 区间：鹤见桥东端 - 新己斐桥西端[11]
  - 南区比治山本町 -（京桥川）- 中区鹤见町、宝町、富士见町、小町、大手町 -（本安川）- 中区中岛町 - （旧太田川） - 中区河原町、周入町 - （天满川） - 西区东观音町、西观音町、福岛町二丁目 -（太田川放水路） - 西区己斐本町一丁目
- 长度：约 4 公里
  - 当地报纸《中国新闻》将其列标为3.8公里。[10]
  - 日本百路选研究会（2002年）将其列标为3.9公里。[3]
  - 一些资料称其为3.5（或3.6）公里，但这是从鹤见桥西端到新己斐桥东端（即两河内）的距离，而鹤见桥和新己斐桥在平和大通首次通车时并不在其范围内。[9]
- 宽度组合 [11]

| 全宽   |      |        |  |        |  |        |        |        |  |        |  |      |        |
| 100m   |      |        |  |        |  |        |        |        |  |        |  |      |        |
| 5.5m   | 6.0m | 4.0m   |  | 21.5m  |  | 5.0m   | 16.0m  | 5.0m   |  | 23.5m  |  | 8.0m | 5.5m   |
| 人行道 | 辅道 | 停车场 |  | 绿化带 |  | 人行道 | 车行道 | 人行道 |  | 绿化带 |  | 辅道 | 人行道 |
- 桥梁宽度
  - 鹤见桥（京桥川）: 30m [12]
  - 平和桥（元安川）: 15m [12]
  - 西平和桥（旧太田川）: 15.1m [12]
  - 绿大桥（天满川）: 12m [12]
  - 新己斐桥（太田川放水路）: 22.1m [12]

## 名称
日语中，其正式名称为“平和大通”，常用名称为“百米路”。拉丁语拼写为Peace Boulevard。使用的是法语发音的“ブールバール”，而非英语发音的“ブールバード”。这条道路最初规划时名为百米路，但后来通过公开征集正式名称而确定。
此前，道路标识和旅游宣传资料均使用罗马字母拼写“Heiwa Odori Avenue”。《观光立国推进基本法》颁布后，国土交通省开始实施改善外国游客接待环境的项目，其拼写被统一为“Peace Boulevard”，现在写作“Peace Boulevard (Heiwa Odori)”或“Heiwa Odori (Peace Boulevard)”。截至2013年，Peace Boulevard尚未在当地居民中普及，一些旅游宣传资料仍单独使用“Heiwa Odori”。

## 历史

### 古代
古代，这片区域曾被海水淹没。在平和大通与鲤城通交汇处附近的白神社所在地曾是露出海面的礁石。由于船只频频撞上礁石，当时的船员们为了防止海上事故，在礁石上张贴了白纸作为航标。中世纪以后，太田川上游兴盛的炼铁工艺吹踏鞴导致大量泥沙顺流而下，陆地逐渐形成。到了16世纪后期（战国时代后期至安土桃山时代），如今的平和大通一带成为了海岸线。大约在这个时候，广岛城建成，城下町也随之建立。随后的土地开发使这片土地进一步向南延伸。1594年，安国寺惠琼在靠近海岸线的白神社附近创建了新安国寺（后来的国泰寺）。后来由于种种原因被迁移，如今寺庙的遗址就保留在道路沿线，被称为“旧国泰寺爱宕池”。
当时，城下町的南轴线位于现今的平和大通附近，街道呈网格状环绕城下町，并由数条小巷连接。然而在广岛藩时代，出于防御和预防犯罪的考虑，桥梁的修建受到限制。现今的平和大通附近有街道和小巷，在从城下町延伸出来的运河上也建有桥梁，但没有在更大的河流上建造桥梁。曾经有一座西堂桥横跨西堂川（现鲤城通），穿过城下町南侧的中心地带，但如今已不复存在。如今，在NHK广岛放送局前竖立着一座纪念桥址的纪念碑。东边是平田屋川（现为并木通/地藏通），那里曾有一座名为“竹屋桥”的桥，但如今已不复存在。桥边的地藏菩萨像已被移至其他地方，如今被称为“竹屋地藏尊”，至今仍矗立在平和通与地藏通交汇处附近。
明治时代之后，桥梁建设的限制被取消，随后修建了以下桥梁：鹤见桥（当时为人行桥）、新桥（现为平和桥）、新大桥（现为西平和桥）以及广岛电铁本线所在的铁桥（参见新己斐桥）。然而，天满川上没有桥梁。从当时的地图可以看出，当时天满川上没有一条道路。
广岛的现代道路规划始于1928年，即《都市计划法》（旧法）颁布之后。当时，规划了一条从鹤见桥到鲤城通的道路（当时名称不详），这条道路后来成为防火道，也就是平和大通的原型。在1940年的城市规划中，又计划将这条道路从那里延伸至新大桥。

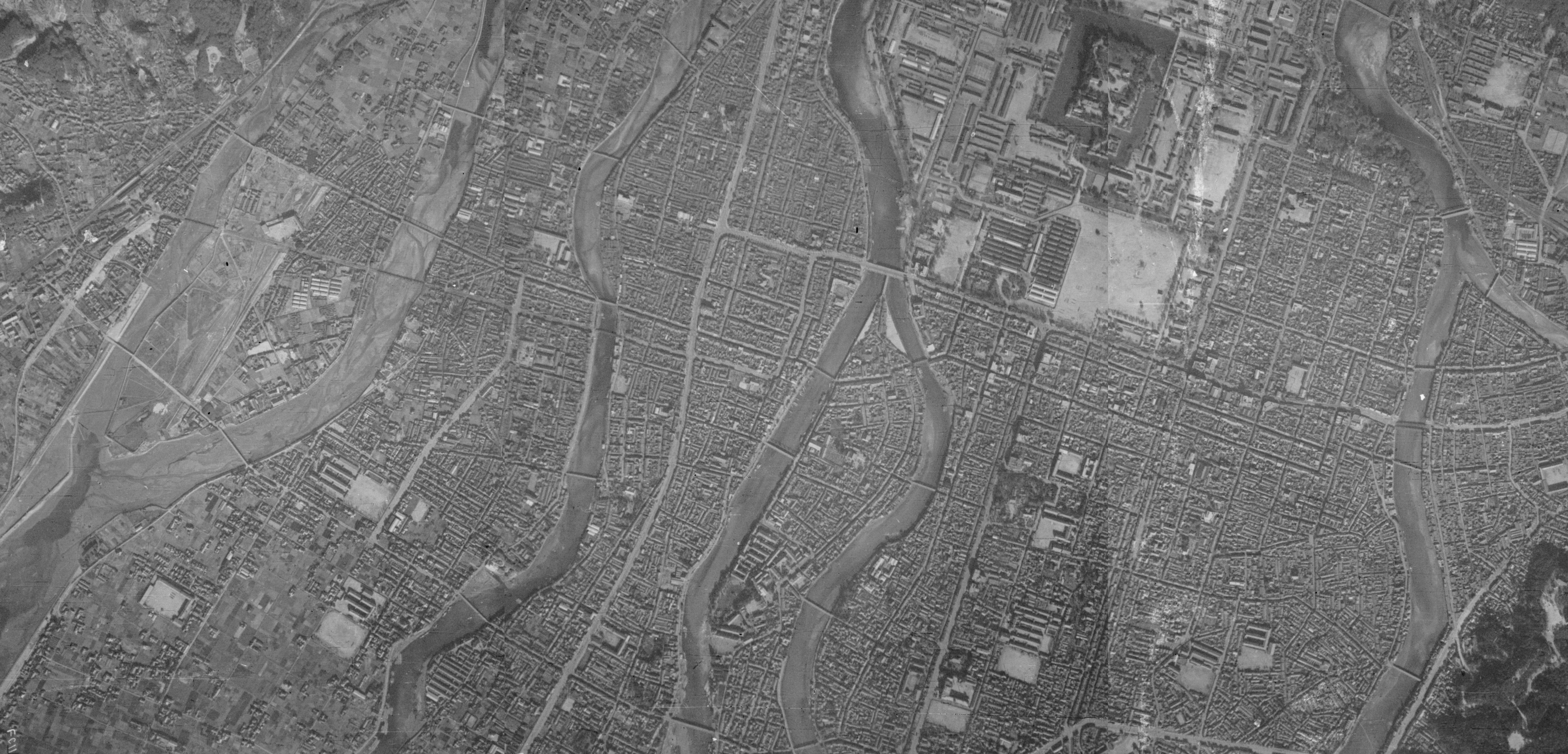
这张照片由日本陆军于1939年拍摄，展现的是平和大通建成之前的景象。 当时，从东边的鹤见桥到鲤城通的道路已经通车。此时，西边的山手川和福岛川仍然存在。

1927年，为了减轻洪灾，制定了整治太田川的计划，并制定了“太田川放水路整治计划”，该计划包括城市西侧的山手川/福岛川。这促使福岛町（现在的平和大通西端）开始了大规模的开发。

### 防火道
1937年，《防空法》颁布，广岛市开始加强防空能力。太平洋战争后期，战况恶化导致美军增加对日本本土的空袭。因此，为了防止火灾蔓延至市区，广岛市设立了防火道，并在全国范围内实施了建筑物疏开。1944年11月，广岛市决定实施建筑物疏开。疏开区域由内务省指定，疏开工作由国民义勇队和学生志愿队负责。

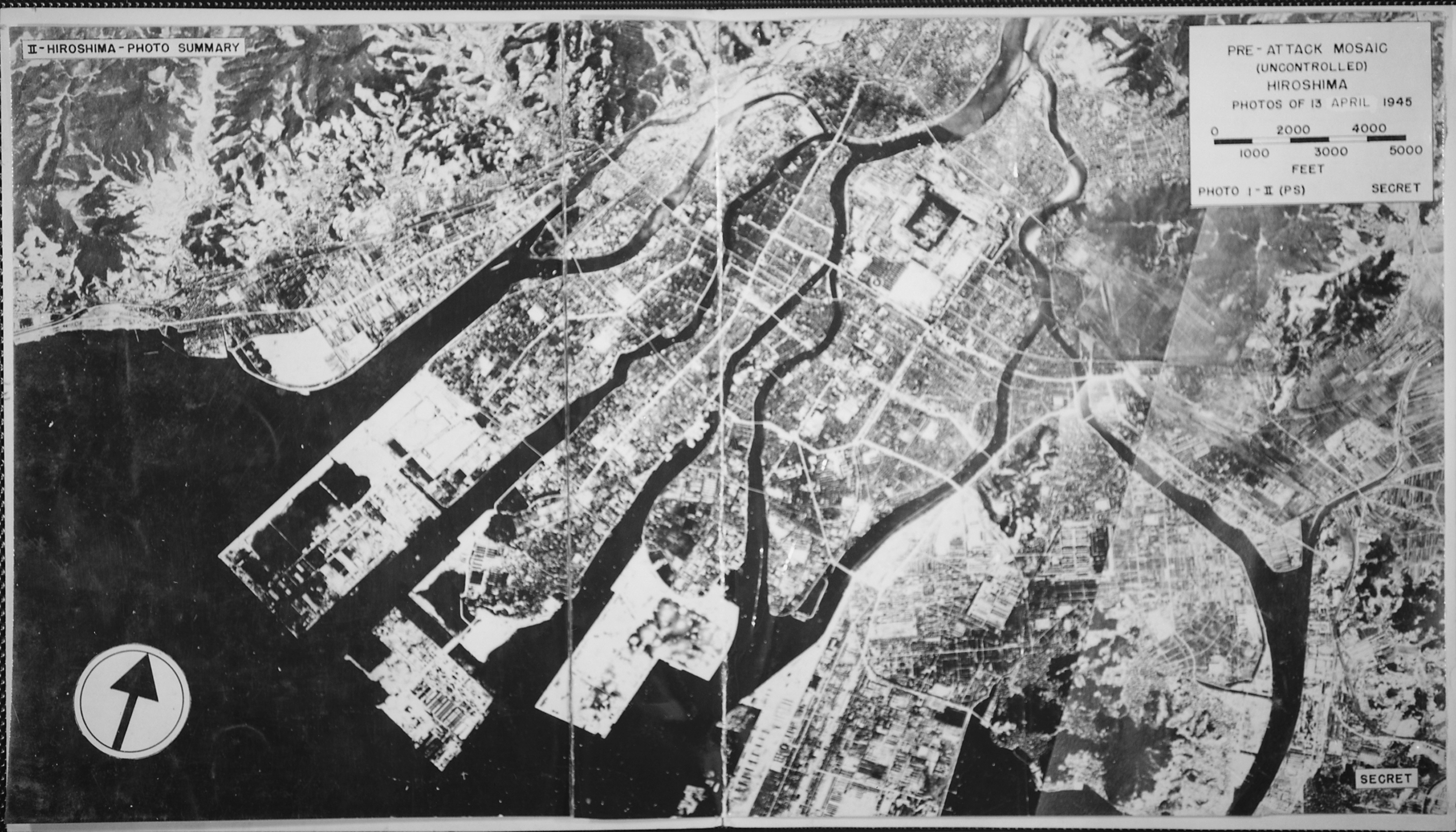
1945年4月13日，原子弹爆炸前，美军拍摄的航拍照片。防火道已部署完毕。

如今的平和大通，最初规划是一条连接鹤见町和福岛町、长3570米、宽100米的防灾道路。周边约有1.6万户家庭被疏散。如上图航拍照片所示，部分地区的疏散工作已基本完成。 防火道的中央铺设了一条20米宽的碎石路。

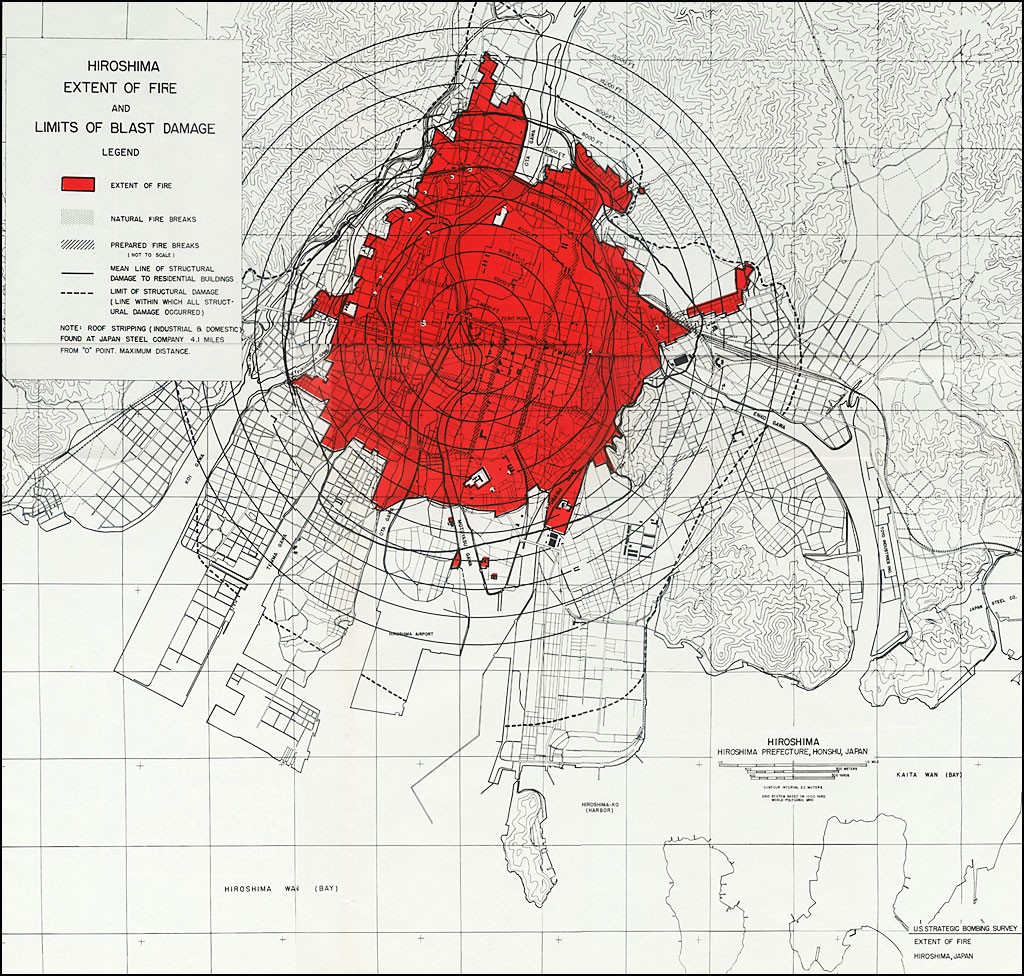
美军原子弹爆炸造成的破坏地图。同心圆的中心是震源，红色区域是完全烧毁的区域。地图上的斜线标明了已部署好的防火道。

1945年8月6日上午8点15分，美军投下了原子弹。如右侧的受灾地图和轰炸后拍摄的照片所示，防火道在原子弹爆炸前完全失效。火势并非瞬间蔓延至全城；火势从6日上午9点左右开始蔓延，一直熊熊燃烧到下午2点，傍晚时分才逐渐减弱，持续燃烧了三天。然而，火势并未蔓延到防火道的中央，因此许多人沿着这条路向比治山方向逃生。由于当时刮的是西南风，许多在爆心附近侥幸逃生的人为了躲避火灾，纷纷向迎风面的西或南方向避难，还有一些人则向东逃往比治山方向。虽然新桥被摧毁，但鹤见桥、新大桥以及位于现平和大通西端的广岛电铁本线铁路桥依旧完好，并成为疏散路线。
这一天，第六轮建筑物疏开工作正在进行中。此项工作在这条道路沿线的数个地点进行：鹤见桥西侧附近、广岛县厅附近（现中岛町/加古町）、十日市町土桥附近，以及广岛市役所附近、八丁堀附近、电信局附近（现比治山本町）和楠木町。包括沿路的学生在内，约有8,200名学生被动员起来，其中约5,900人死亡。虽然没有留存明确的文件，但对包括沿路志愿者在内的志愿者市民人数只是一个估计，其中约有11,600人被动员，约有4,600人死亡。作为避难据点和前往比治山的避难通道的鹤见桥两岸均遭到严重破坏。

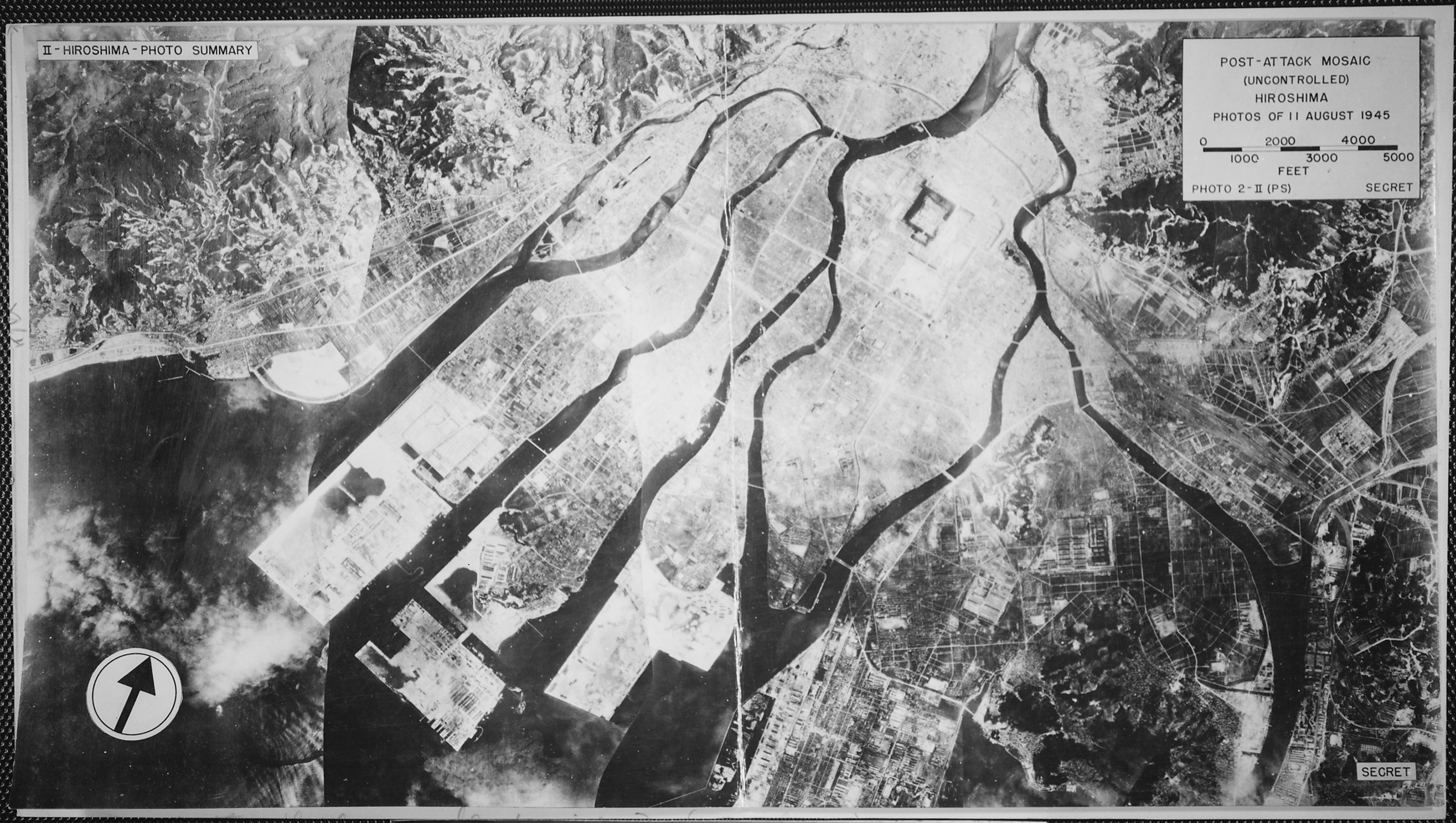
1945年8月11日原子弹爆炸后美军拍摄的航拍照片

1945年9月，大型台风枕崎和同年10月的阿久根台风分别给广岛市带来暴雨，进一步加剧了灾害。

### 百米路

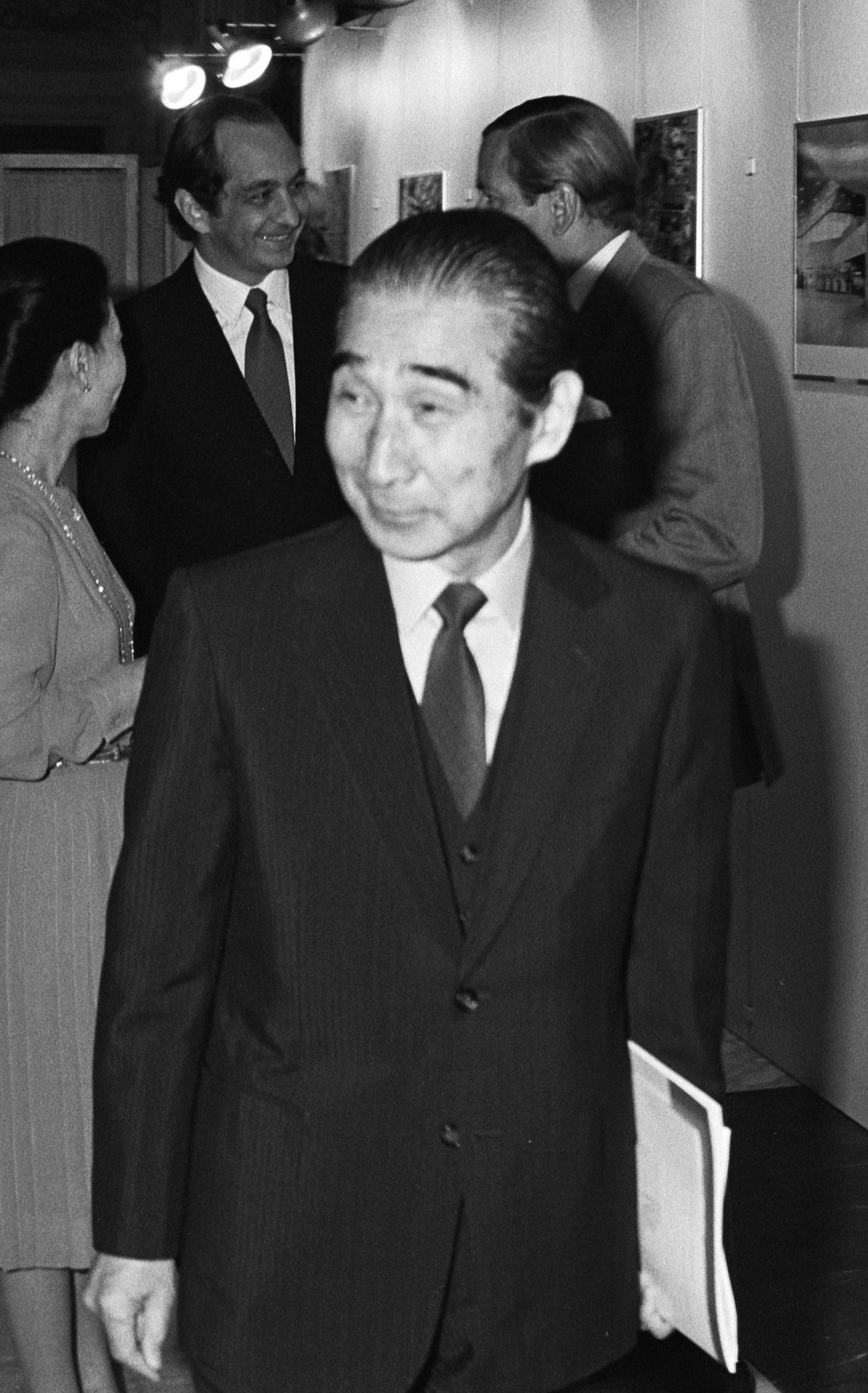
丹下健三。1947年2月，他向重建委员会提交了一份详细的道路规划，其中包括一条100米宽的道路，成为战后城市重建的核心人物。后来，他参与了和平公园的设计，如今被认为是广岛市城市规划原型的奠基人。

1945年12月，内阁会议批准了《战灾复兴都市计划基本方针》。其中包括以下规定：
在必要的地方修建50至100米宽的宽阔道路或广场，既起到防灾作用，又能增加美观。

——《战灾复兴都市计划基本方针》4. 主要设施（1）街道
因此截至1947年全国范围内规划了24条百米路。
广岛的重建工作由木原七郎领导，随后由浜井信三担任市长，负责中国地区的英联邦占领军的哈维·萨廷少校（医学和公共卫生）和 S.A. 贾比少校（城市规划）以及美国陆军中尉约翰·D·蒙哥马利（城市规划）被任命为重建顾问。广岛市复兴局于1946年1月成立，复兴审议会于同年2月成立。市民和国内外专家为广岛提出了至少30份重建计划。其中一份计划以广岛县都市计画课长竹重贞藏制定的城市规划为基础，该规划响应了战灾复兴院的意愿，并吸收了复兴审议会磋商期间其他提案的意见。同年10月，《广岛复兴都市计划》起草完成。百米路计划成为该计划的主要内容，同时纳入的还有“和平公园（广岛和平纪念公园）”以及将绿化太田川水系各支流河岸的“河滨绿地”。此时，该计划包含以下两条路线：
| 等级          | 路线名       | 详细                                                                                |              |
| ------------- | ------------ | ----------------------------------------------------------------------------------- | ------------ |
| 广路1号       | 比治山庚午线 | - 从鹤见町到福岛町，不含桥梁路段。 - 这是未来的平和大通。                           | [ 6 ] [ 30 ] |
| 1等第2类第3号 | 出汐庚午线   | - 此区域涵盖舟入地区及观音地区，不包括桥梁路段。 - 此区域后来成为广岛市道霞庚午线。 | [ 6 ]        |

1946年11月，战灾复兴院的委任委员丹下健三加入该项目，重建工作正式启动。比治山庚午线开工建设。同年11月，土地平整和重新规划开始进行，但由于其他重建项目、人口不足以及财政困难，重建工作进展受阻。在浜井市长和其他相关方的努力下，《广岛和平纪念都市建设法》于1949年8月经盟军最高统帅部批准颁布，重建工作得以推进。
在此期间，通过复兴审议院的讨论和《和平纪念都市建设法》的颁布，制定了《广岛和平都市建设构想》，明确了广岛未来的发展方向。基于重建城市规划，一项新的城市规划——“广岛和平城市建设计划”应运而生。
与此同时，全国范围内规划了多达24条百米路，但由于道奇线实施的财政紧缩措施，大部分在1949年被废弃。在广岛，这些百米路以及和平公园从一开始就不受住房短缺居民的欢迎。在这两条公路中，出汐庚午线从重建城市规划之初就因其重要性不明确而受到批评。因此，后来的广岛和平城市建设计划只保留了比治山庚午线作为百米路，将出汐庚午线的宽度缩减至30米。新桥和新大桥（后来的平和桥和西平和桥）是使用美国对日援助特别帐户的资金建造的。

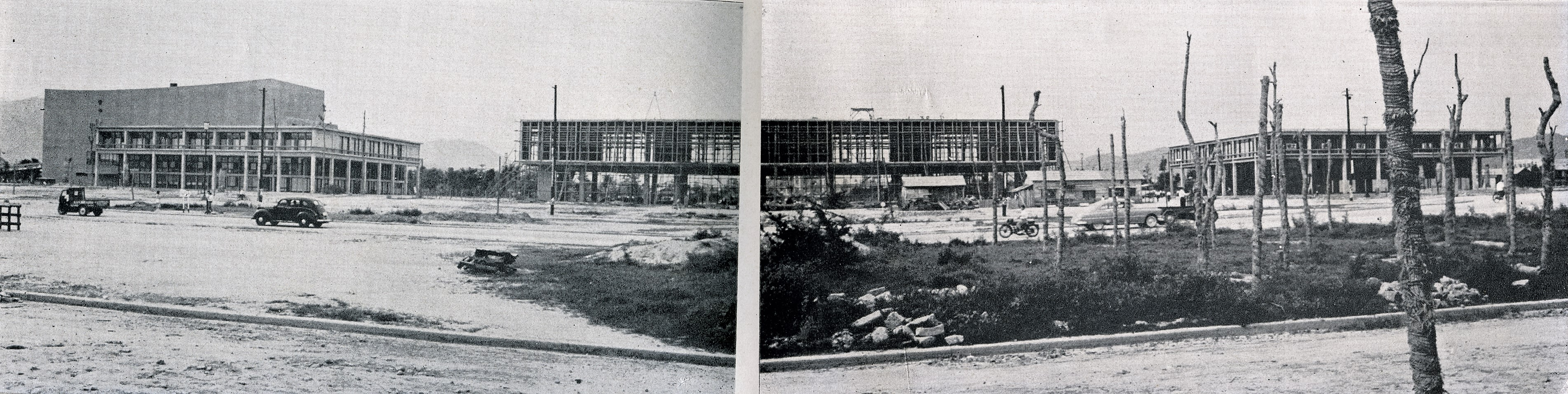
20世纪50年代正在建设中的广岛和平纪念馆。这张照片拍摄于如今平和大通旁的辅路。车辆通行的道路如今是平和大通的车行道，前景中树木茂密的区域是现在的绿化带。

广岛市于1950年发布的《广岛和平都市建设构想》除了将这条100米宽的道路命名为“平和绿道”外，还包含以下内容：
它将成为连接广岛游客与和平公园热爱和平的市民的通道。（略）它还将作为一条通道，将和平公园的氛围传播到整个城市乃至世界各地。

——1950年《广岛和平都市建设构想草案》

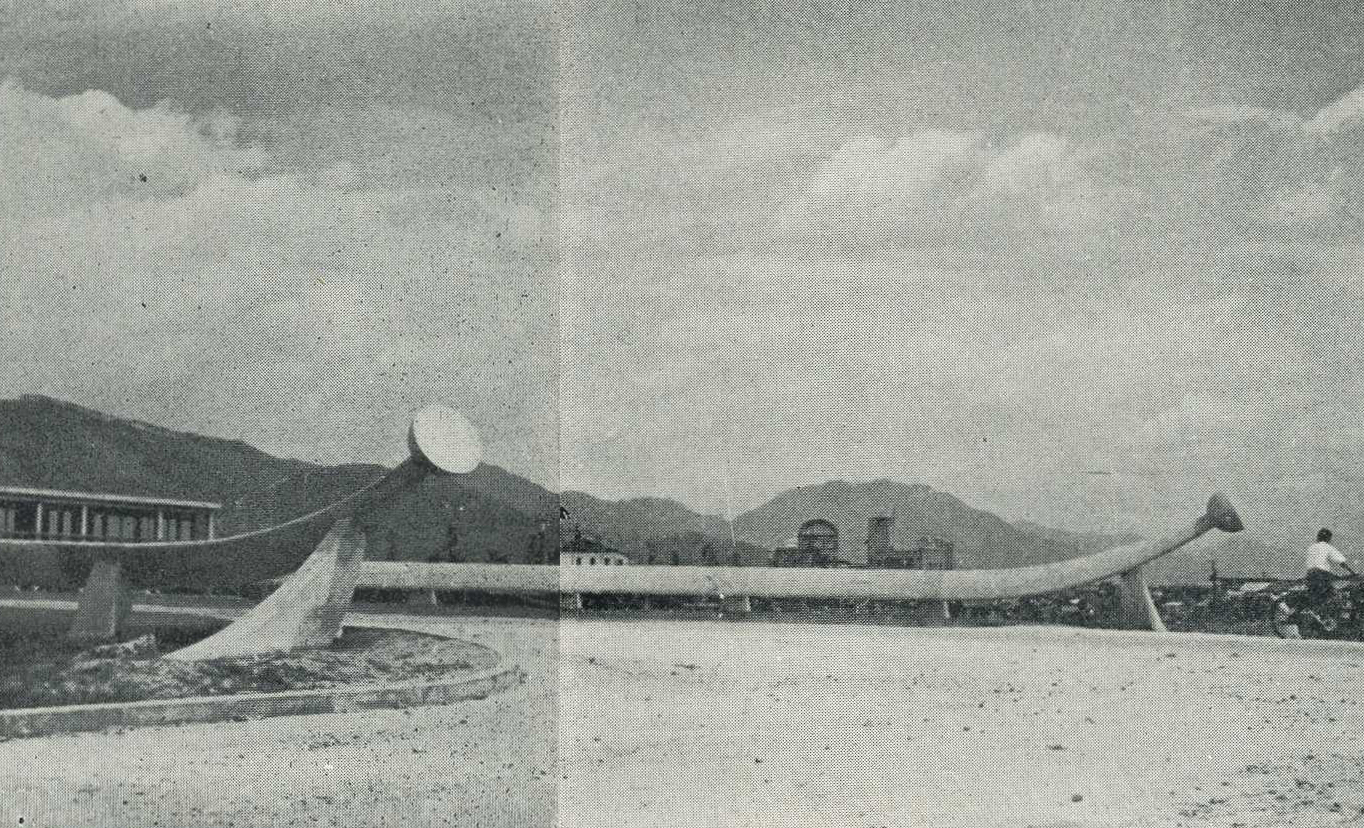
开通后不久的平和桥。该桥由建设省负责建造，栏杆由野口勇根据丹下健三的建议设计。

1951年，为正在建设的百米道路举行了命名公开征集，最终选定了“平和大通”。与此同时，平和桥和西平和桥也被命名。1952年3月，《广岛和平都市建设计划》出台，自此，平和大通成为市中心主要道路布局的参考轴线。同年，平和桥和西平和桥竣工。1953年，平和大通上的第三座桥梁——绿大桥竣工。
随着重建计划转向和平都市建设计划，两条百米路路线缩减为一条。然而，在浜井市长和广岛市的坚强意志下，平和大通的建设取得了进展。

### 树木捐赠运动
大田洋子在1955年出版的小说《夕阳下的城镇与人：1953年的现实》中，一位主人公描述了当时的重建工作：
我不知道它们有什么用途，但看看那条宽阔的百米路。杂草丛生，即使在白天也漆黑一片，几乎没有行人。（略）他们把人赶走了，说：“让开，我们要把这里变成公园，我们要把这里变成百米路。” （略）由于居民们不爱护，这里寸草不生，花草树木都长不出来。

——《夕阳下的城镇与人》

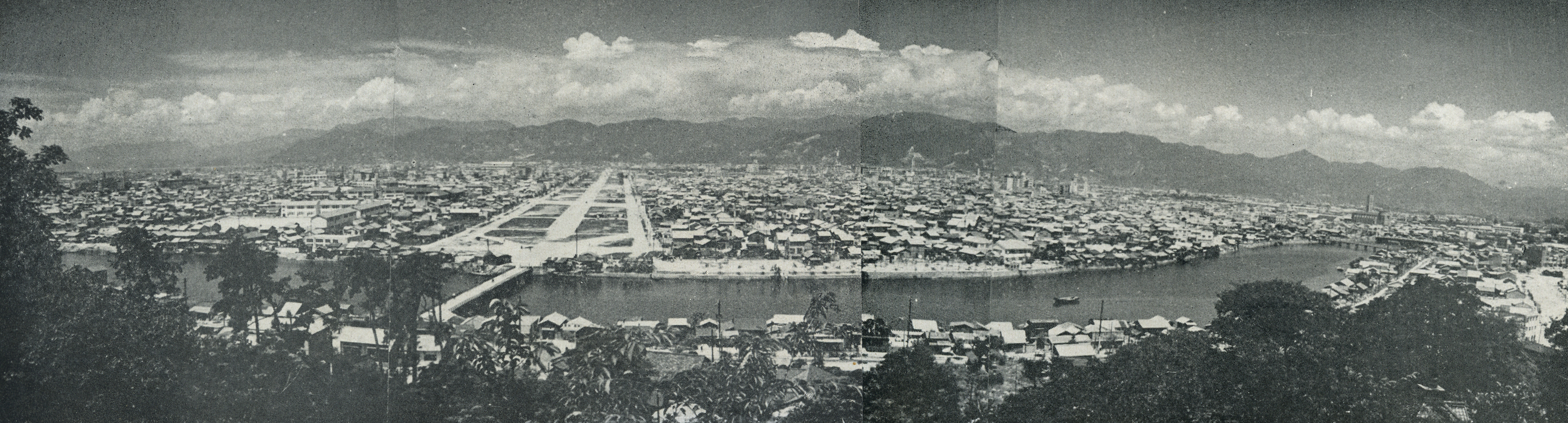
20 世纪 50 年代从比治山俯瞰广岛市。因被迫迁离而失去家园的居民在河边搭建了棚屋，如照片前景所示。即使在 20 世纪 60 年代机动化之后，这种情况仍然持续，有些人甚至住在平和桥下的脚手架上。甚至有人试图强制驱逐这些居民。

对于那些为了建设平和大通和和平公园而被迫搬迁的居民来说，这条街一直是批评的焦点。这在1955年的广岛市长选举中显而易见。当时的市长浜井信三正在推进重建项目，而他的挑战者渡边忠雄则呼吁重新考虑该计划，承诺“将这条100米长的道路宽度减半，改为建造住宅”。结果，自1947年以来已连任两届的浜井市长落选，渡边成为新市长。渡边曾试图兑现他的竞选承诺，但被市政官员和道路官员劝说放弃了。最终，平和大通的建设按计划继续进行。
渡边放弃了翻修道路的想法，改而发起了“树木捐赠运动”。这是一项在和平大道绿化带地区植树的活动，根据广岛市官方公告，1957年种植了约1200棵高大树木，1958年种植了约1300棵高大树木，此外还种植了许多其他灌木。就这样，这条最初不受欢迎甚至濒临消失的百米路，通过树木捐赠运动不断发展，成为广岛成长为国际和平文化城市的象征。

### 全线开通

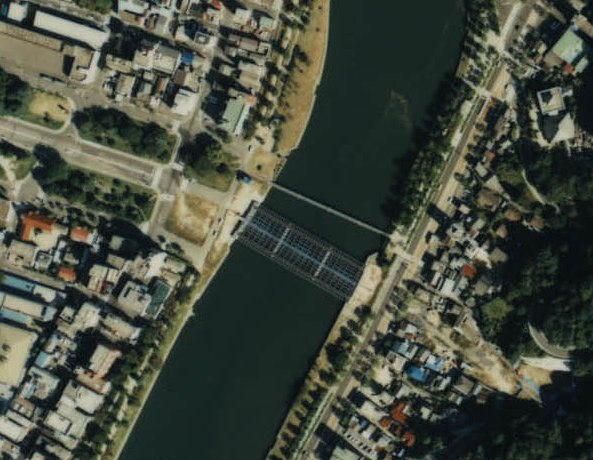
1988年建造中的鹤见桥。位于平和大通东端，绿化带外的道路（辅路）从人行道边缘到外缘宽100m。

最东端的鹤见桥，是一座木制人行桥，在轰炸中幸存下来，在1958年重建为木制人行桥。此后，这座桥仍然是人行桥，意味着车辆无法穿过平和大通东端的京桥川，直到平成时代才改建为公路桥，允许车辆通过。
该项目的最后一个难点在于西端的福岛町。战前开工的太田川放水路建设需要大规模的土地调整和河道整治工程，其中包括建造新己斐桥。战后，由于大量营房被强制拆除，工程被迫停工。此外，渔业权问题也导致工程停工。再加上国家（建设省）、县和市政府项目同时推进，这些因素带来了多重挑战。在这些问题得到解决后，放水路于1955年恢复建设，但由于福岛町正在进行填海造地工程，平和大通的建设在1962年尚未动工。
此后，工程进展顺利。 1965年，太田川放水路通水，新己斐桥竣工，同年5月，平和大道全线开通。

### 阅兵式与广岛鲜花节
1965年10月，为纪念自卫队成立15周年，首次举行了第13师团检阅仪式。尽管遭到民间团体的反对，市长浜井晋三还是批准了使用这条道路，阅兵式从鹤见桥向西行进至白神社，但出于对岸市民感受的考虑，并未前往和平公园。共有1600名军人参加，其中包括14辆坦克在内的190辆战车，约3万名市民观看了阅兵式。次年，即1966年，游行再次举行，路线相同。

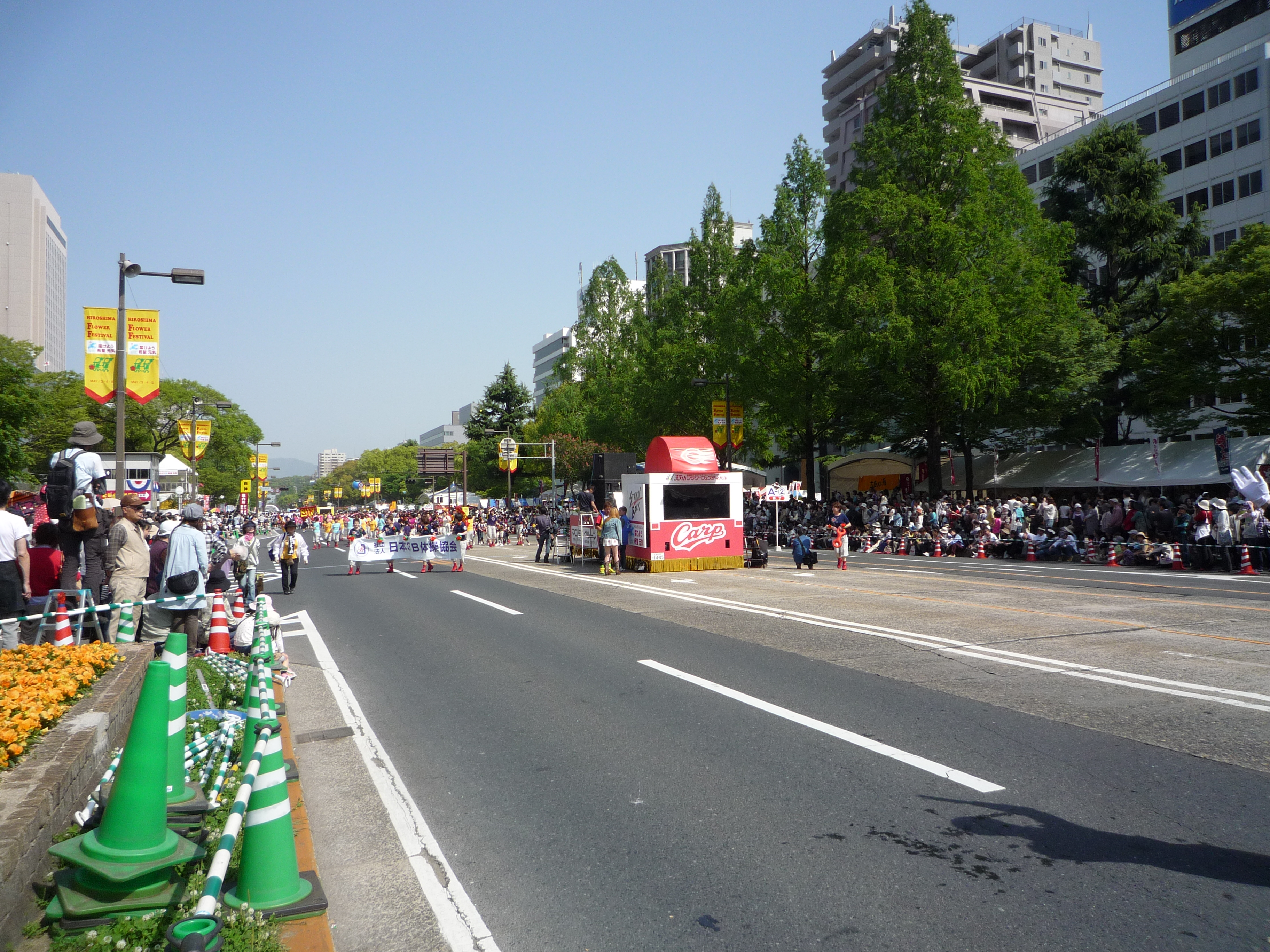
2011年广岛鲜花节的准备工作。如图所示，当时道路部分铺设了混凝土，但自2015年起，道路已完全铺设沥青。

1975年，正值原子弹爆炸30周年之际，情况发生了变化。8月6日，广岛和平纪念仪式首次封闭了和平公园前900米的道路。当地报纸《中国新闻》和地方政府领导人构思了一个大型节日，通过充满活力、盛大的庆典来庆祝和平与生命的珍贵，与平静的纪念仪式形成鲜明对比。
随后，在当年的职业棒球赛季，当地的广岛东洋鲤鱼队赢得了成立25年以来的第一个中央联盟冠军。同时，还计划举行胜利游行。尽管最初遭到广岛县警察的反对，但他们最终还是同意了这项提议。夺冠五天后，即10月20日，举行了一场长达2.7公里的游行，从西观音町（现西区）延伸至田中町（现中区）。街道两旁挤满了人，约有30万人（据广岛县警察统计）。活动结束后，东洋鲤鱼队经理古叶竹识会见了广岛市长荒木武，并恳求他说：“广岛没有大型节日。我真心希望您能创建一个。”
后来，宫泽弘知事、荒木市长和广岛商工会议所会长山田克彦会面，决定于1976年9月举办市民节日——广岛鲜花节。自1977年以来，该节日每年举办一次。自鲜花节以后，平和大通已成为广岛的标志性道路。

### 轨道交通线网规划

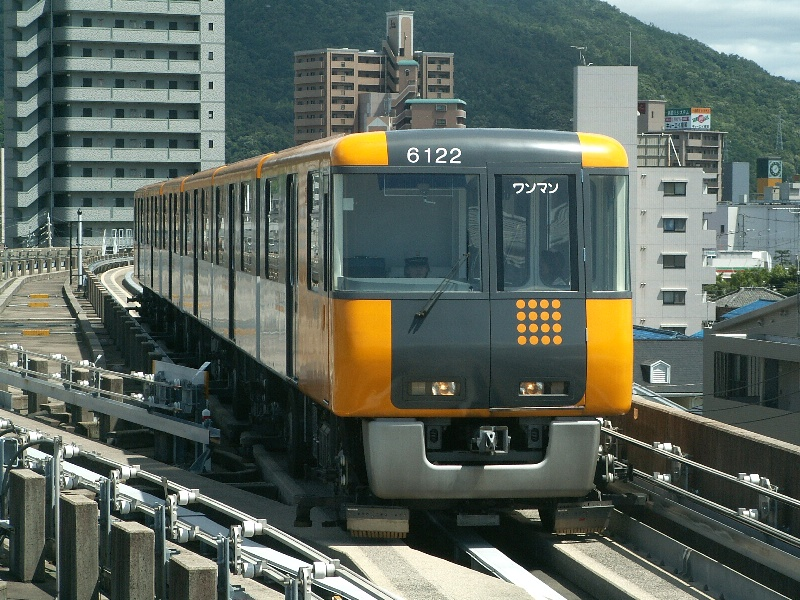
截至 2012 年，最有可能的选择是将阿斯特拉姆线铺设在地下。

20世纪60年代机动化之后，广岛市的交通网络开始重组，并考虑了轨道交通的规划。其中一些拟建线路将在平和大通的上方或地下运行。规划如下：
- 广岛市营地铁东西线[58]
- 广岛电铁平和大通线——由广岛电铁于1997年宣布。[58]这条线路的拟建是为了消除现有广岛电铁本线中的一个弯道，该弯道阻碍了长列车的通行。然而，也有人反对，例如工商会议所会长桥口收在1998年表示：“和平纪念公园是神圣的场所，火车和汽车都不应该从这里经过。”[59]
- 广岛新交通1号线延伸线[58]

### 更新项目

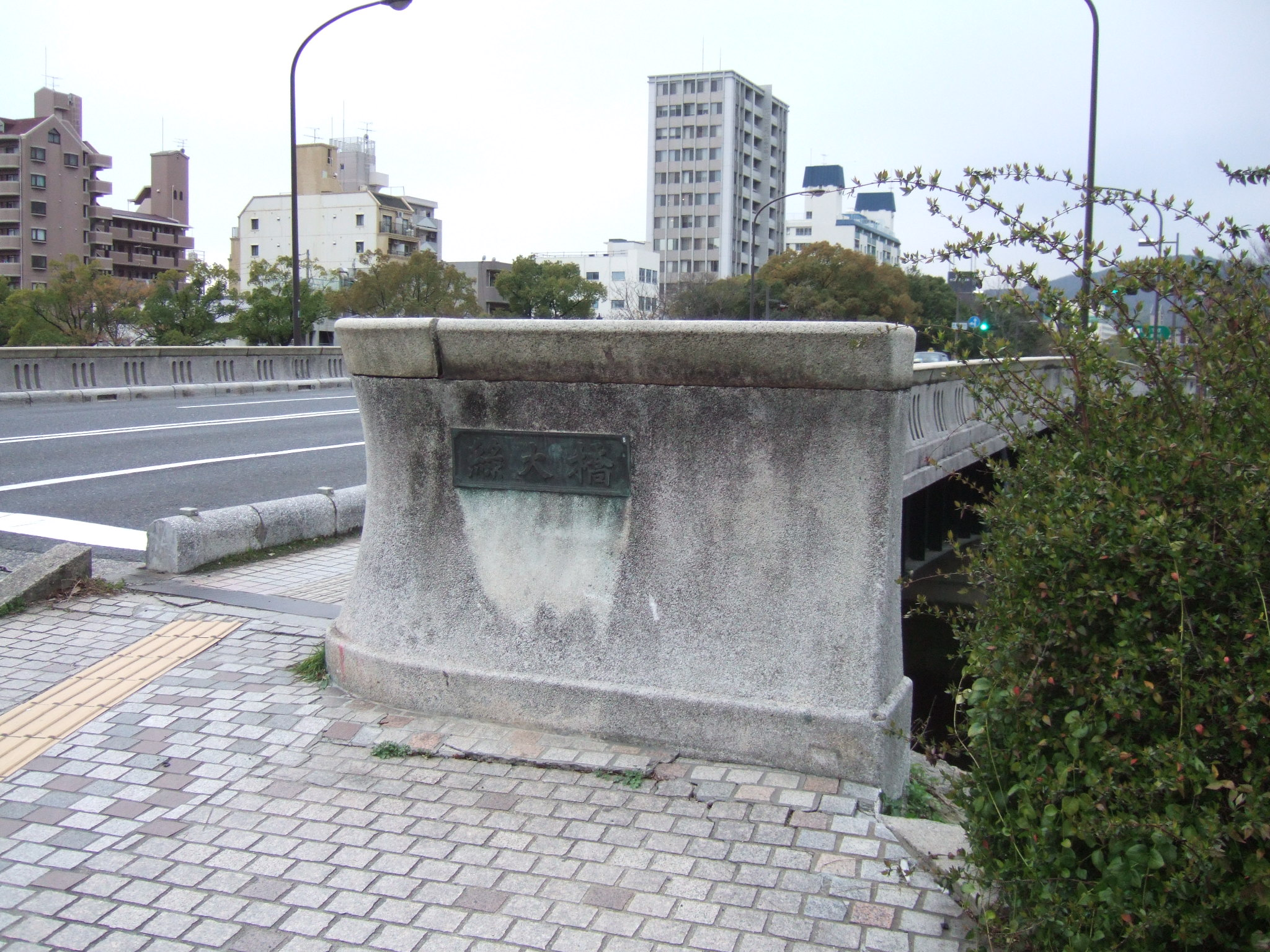
平和大通上最窄的绿大桥

关于平和大通未来的规划方案早已提出。例如，1979年应市政府的要求，丹下健三城市建筑事务所提议将路中心区域整合为绿化带，并拓宽两侧的辅路，使其成为车道。
此外，随着连接大道东端的广岛市道比治山东云线的建设，大道东端的人行桥鹤见桥于1990年被公路桥取代，整条大道正式向车辆开放。
1995年，正值原子弹爆炸50周年之际，平和大通的未来规划被讨论。讨论中，平和大通暴露出几个问题：
- 缺乏吸引力——周边环境变化不大。绿地未得到充分利用，部分区域夜间光线昏暗，存在安全隐患。[11]
- 中心区交通拥堵——平和大通原本宽阔，但部分路段已无法承载当前的车流量。此外，大道两侧的自行车道和人行道未分隔，导致人行横道拥挤。[11]
- 桥段狭窄——除鹤见桥外，其他桥段均较窄，无法承载当前的车流量。人行道尤其狭窄，导致人行横道拥挤。最后，还有老化问题。其中，平和桥和西平和桥的栏杆均由野口勇设计，十分珍贵，这给修复工作带来了额外的挑战。[11]
- 适应轨道交通系统的建设——适应未来轨道交通网络的建设（目前计划于2012年建成地下系统）。[11][42]

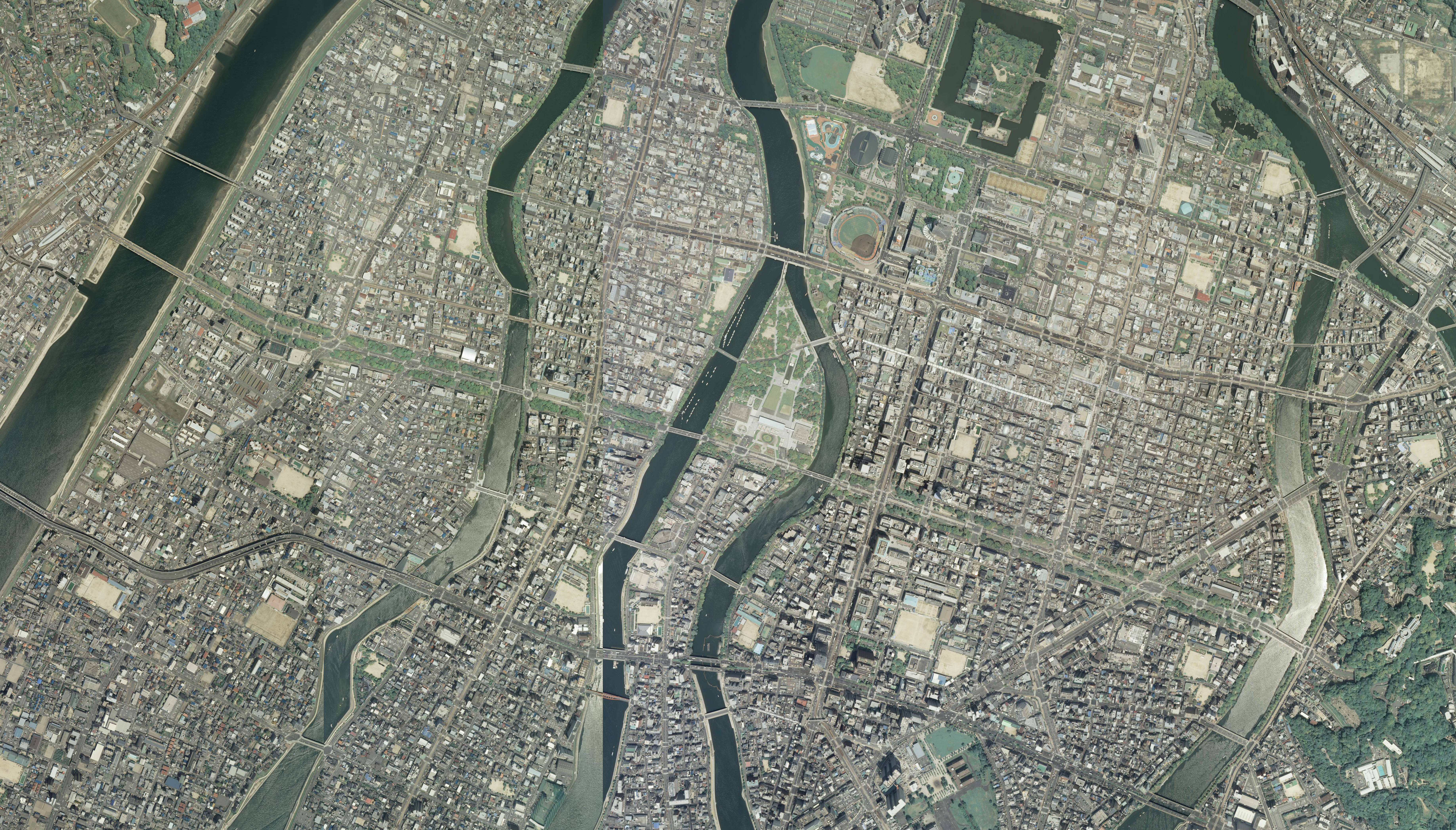
2008年的航拍图，部分混凝土路面尚存。

2002年，广岛市宣布了“平和大通更新项目”。其主题是“尊重人性尺度的便捷性”、“打造与道路融为一体的街景”以及“创造美丽的风景”。该项目的核心部分将拓宽道路，增设公交车道和自行车道，并取消人行道。绿色人行道将与周边环境融为一体。虽然桥梁已被替换，但平和桥和西平和桥将保持原样，并计划在桥外侧建造一座新的步行桥。

## 构造

### 路面

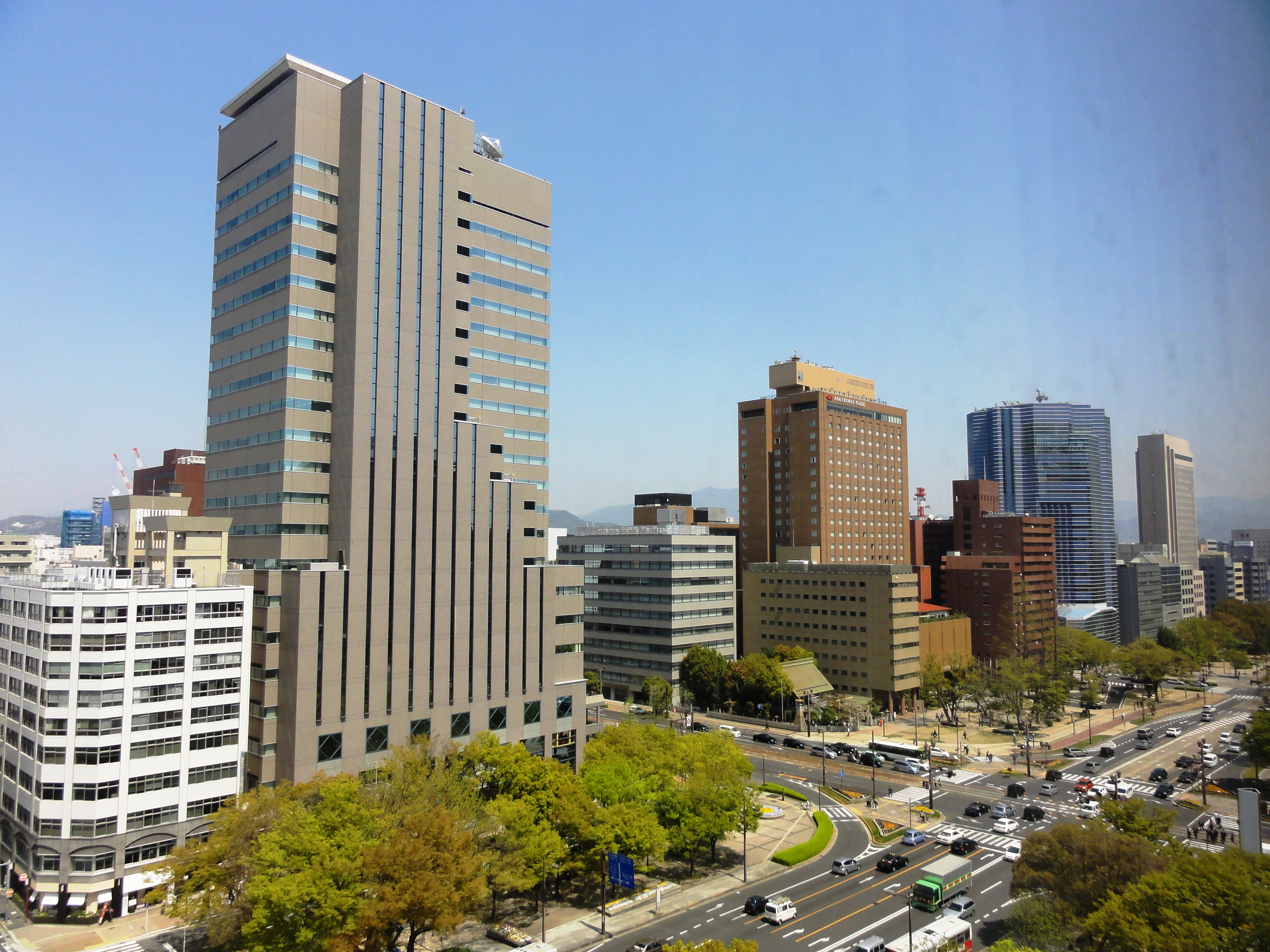
从西南方向看到的白神社十字路口。前景是平和大通，与其交叉的鲤城通是电车路线。

平和大通两侧设有约20米宽的绿化带，绿化带外侧设有辅路。中央道路和辅路均设有人行道，部分辅路被开发为市营收费停车场。主要交叉路口设有左转车道。仅西端有贯穿平和大通的广岛电铁本线，并设有车站。
最初修建时采用混凝土铺设，直到2010年代初才完全铺设沥青。广岛电铁（本线、江波线和宇品线）的轨道部分采用混凝土块铺设（板式轨道）。

### 和平纪念
值得注意的是，它与广岛和平纪念公园一样，也具有和平纪念的意义。
- 从上往下依次是原爆圆顶屋、和平公园航拍照片[62]、广岛和平纪念资料馆以及平和大通。
- 左侧是西平和桥，右侧是平和桥。

|  |  |  |
|  |  |  |
|  |  |  |

公园的设计者被称为“丹下集团”，成员包括丹下健三、浅田孝、大谷幸夫和木村德国。他们将平和大通置于公园的南端，作为横轴；将和平之灯、原子弹受害者纪念碑和广岛和平纪念资料馆置于从大道垂直延伸至原爆圆顶的纵轴上。南北轴线描绘了广岛的悲剧，原爆圆顶位于其顶点，既代表着原子弹爆炸的见证，也象征着重建。和平资料馆被设计为从平和大通通往公园的门户，让游客可以从道路侧观看原子弹爆炸圆顶。从平和大通通往公园的桥梁分别是平和桥和西平和桥，由野口勇设计，象征着广岛的过去和未来。
平和大通的绿化带上矗立着83座由著名雕塑家设计的纪念碑、纪念物和石灯笼。以下是一些最著名的例子，排名不分先后。
| - 纪念原爆遇难学生的观世音菩萨像 - 广岛县立第一女子学校纪念碑 - 广岛市立第二国立学校纪念碑 - 广岛市立女子高中纪念碑 - 竹屋地蔵像 - 小网町町内会原爆纪念碑 - 旧天神町南组纪念 - 岛地区原爆受害者纪念碑 - 移动演剧樱队原爆殉难碑 - 广岛市医师会原爆殉难碑 | - 暴风雨中的母子像 - 平和之门 - 原爆中遇难的国立学校教师与儿童纪念碑 - 友爱碑 - 慈母之像 - 冥想之像 - 平和之像「若叶」(湯川秀樹歌碑) - 解放运动无名战士之碑 - “安息吧，朋友们”纪念碑（纪念广岛县派遣的满洲先锋青年义勇队阵亡者） - 殉国国民義勇隊原爆纪念碑 |

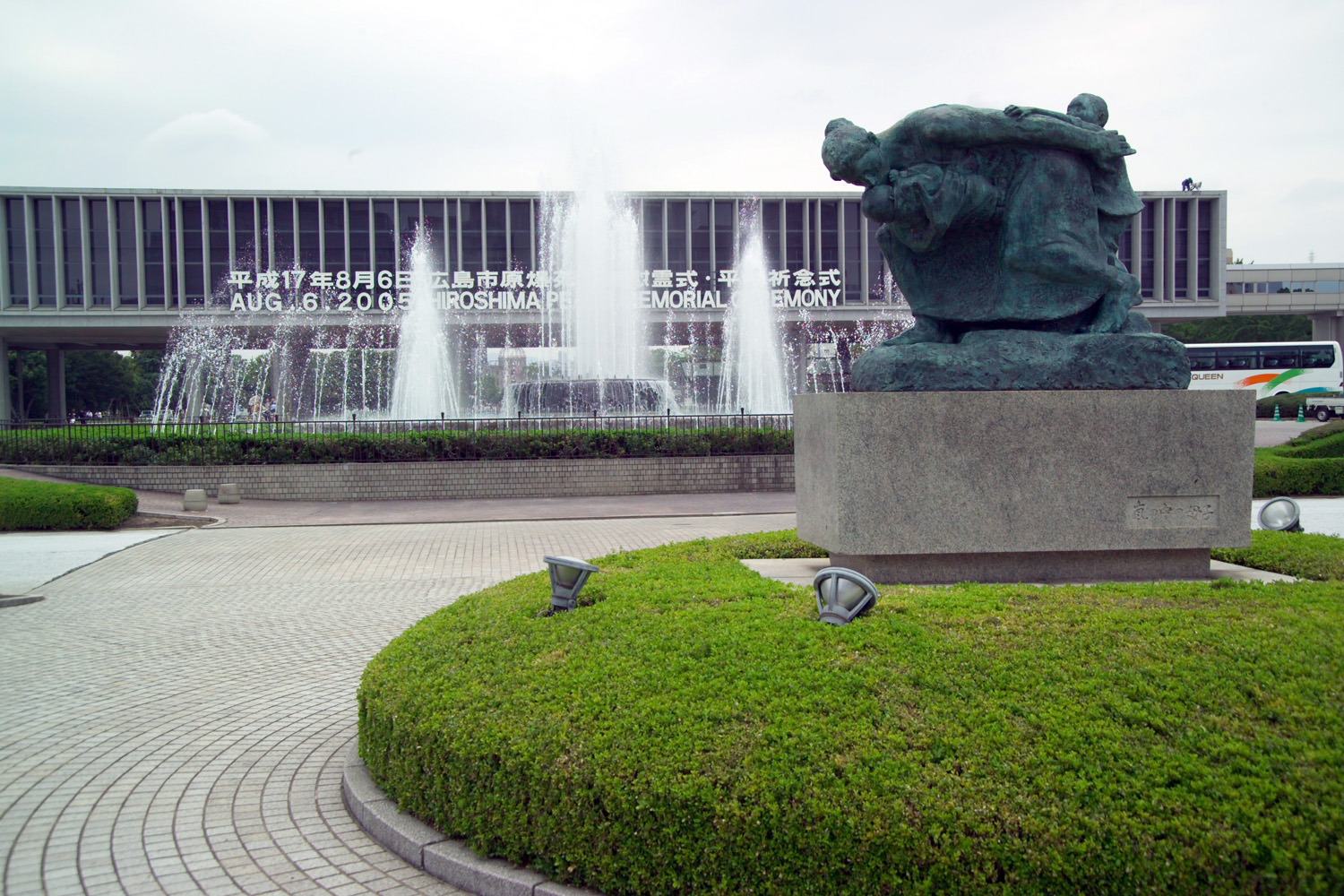
暴风雨中的母子像
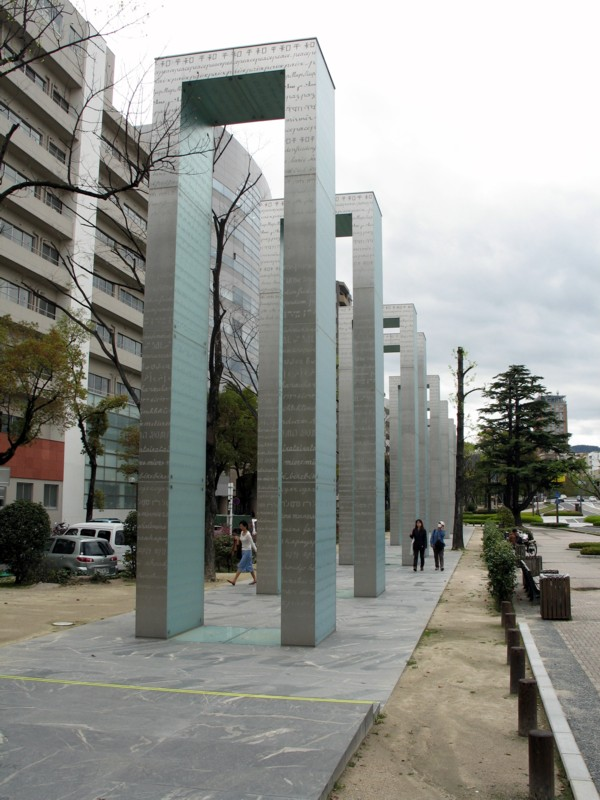
平和之门
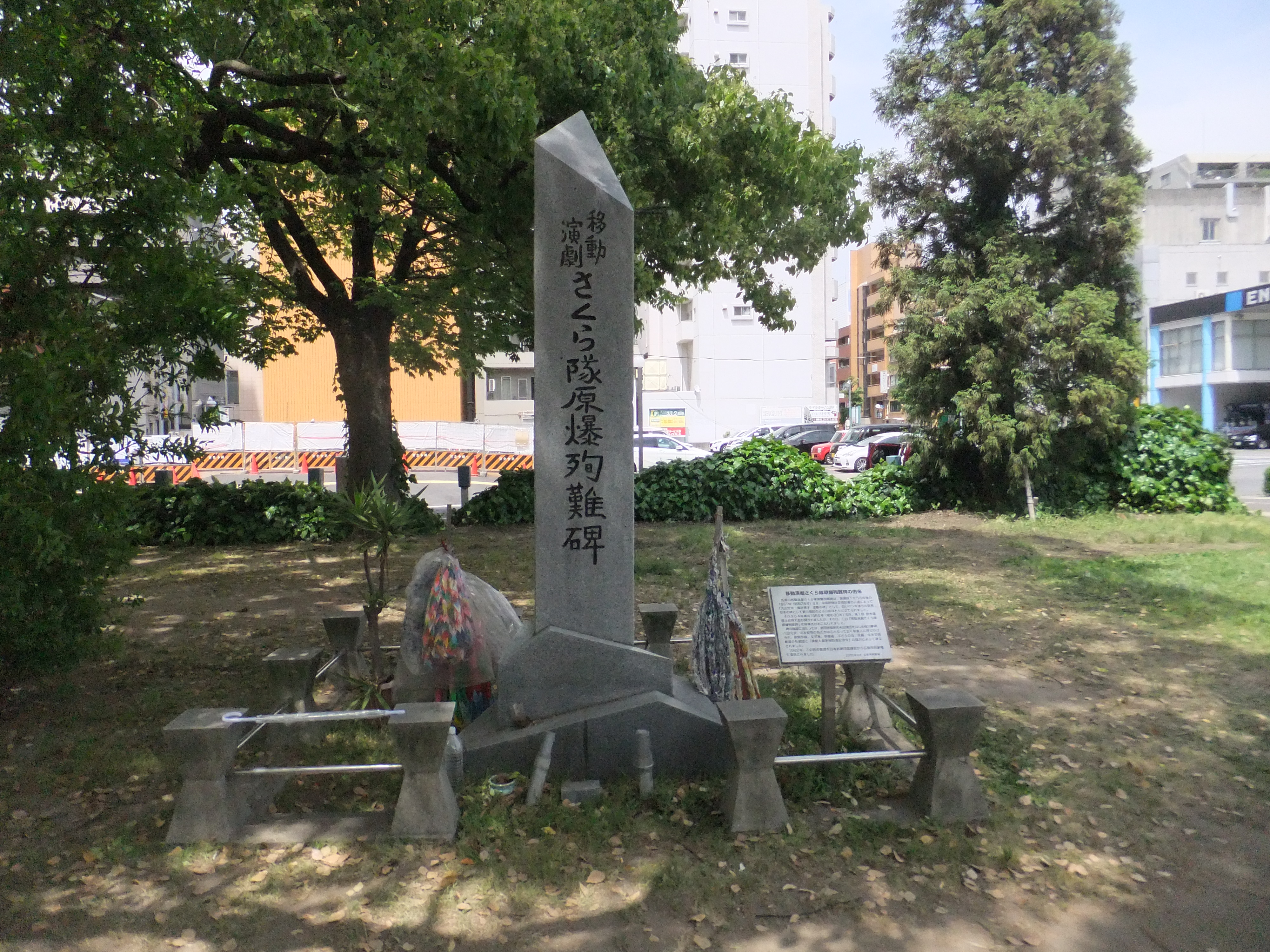
移动演剧樱队殉难碑

### 绿化

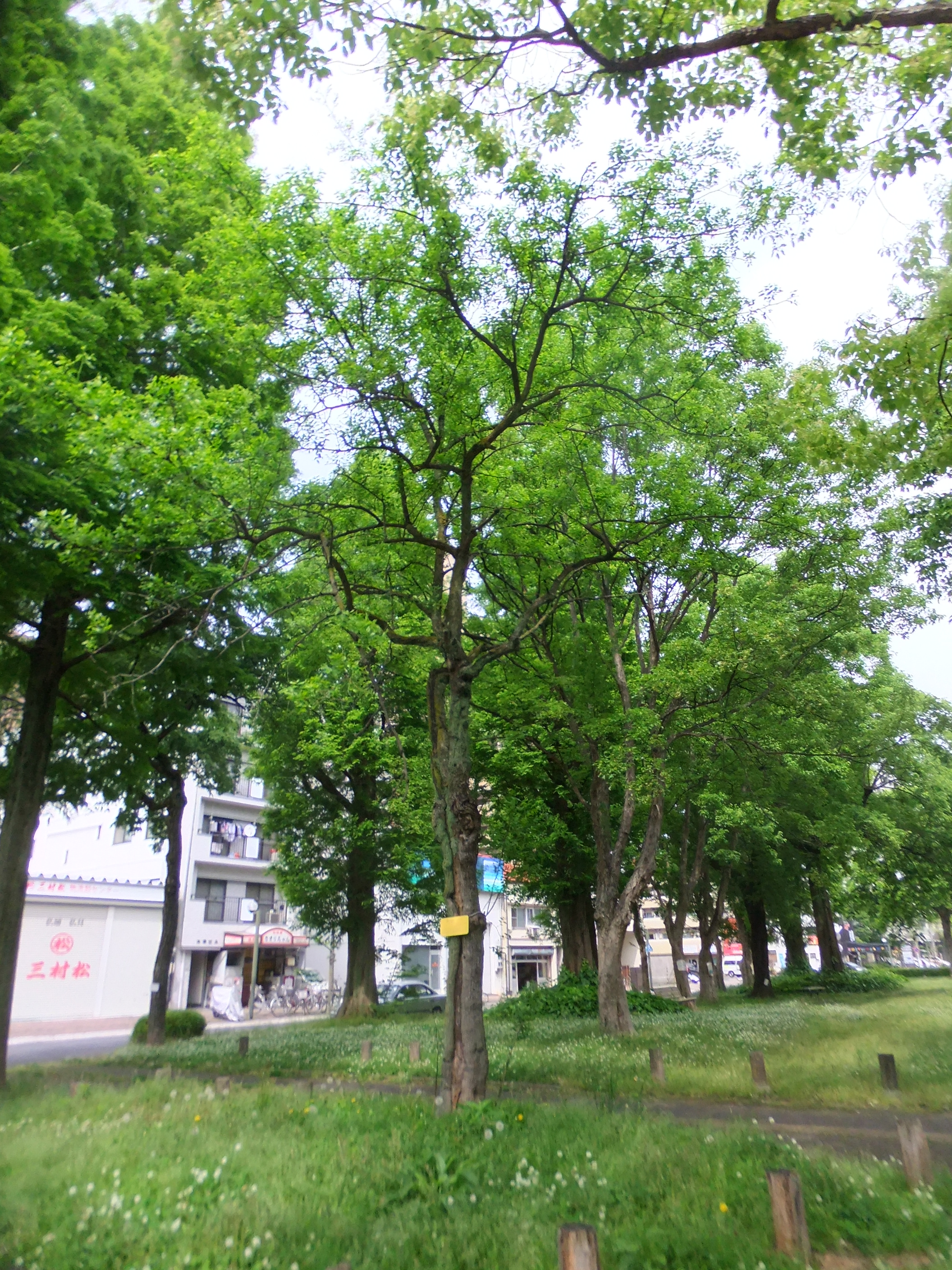
西观音町的这棵枣树原本位于附近一户人家门前（距离爆心约 1.4 公里），后来被移植到这里。树干上留有原子弹爆炸留下的痕迹。
所有遭受原子弹轰炸的树木上都曾设有像照片中这样的说明牌，但自2015年（原爆70周年）起，这些说明牌已更换为带有二维码的铭牌。

平和大通绿化带并非简单的绿化带，而是一个以和平公园和中央公园为中心的宏伟绿化规划。它连接了充分利用南北流淌的太田川各支流美景的河畔绿地，以及市中心东边的比治山和西边的己斐，以及东西走向的平和大通。
这条大道沿线的大部分树木是在1957年至1958年间种植的，当时是“树木捐赠运动”的一部分，其口号是“梦想20年后的广岛”。战后，广岛遭受了原子弹爆炸的严重破坏。此外，核辐射还引发了“原子弹袭击地区将在70年内充满死亡”和“70年（甚至75年）内不会生长任何植被”等谣言。绿色是复苏的象征，也是生命得以延续的证明，而绿化运动则体现了人们迈向和平城市的热情。由于这些树木是通过捐赠活动种植的，因此人们心照不宣地认为，沿线的树木除了自然枯萎或倒下的树木外，不应受到任何影响。甚至砍伐这些树木来竖立和平纪念碑也存在问题。

沿线总共有大约2000棵树。除了广岛和平纪念公园前，几乎整条道路都种植了树木。根据市民团体的调查，已种植了150种树木，最常见的是樟树、榉树、三角槭、鹅掌楸和小叶青冈。也种植了一些外来树种和珍稀树种，其中西观音町的枣树，以及白神社前的朴树、糙叶树、铁冬青、苦楝和柿子树，都是在原子弹爆炸中幸存下来的树木。鹤见桥东端的垂柳也曾遭受过原子弹爆炸的袭击，但它的前身在2007年枯死，而现在的这棵垂柳则是从同一根茎上长出来的新树。

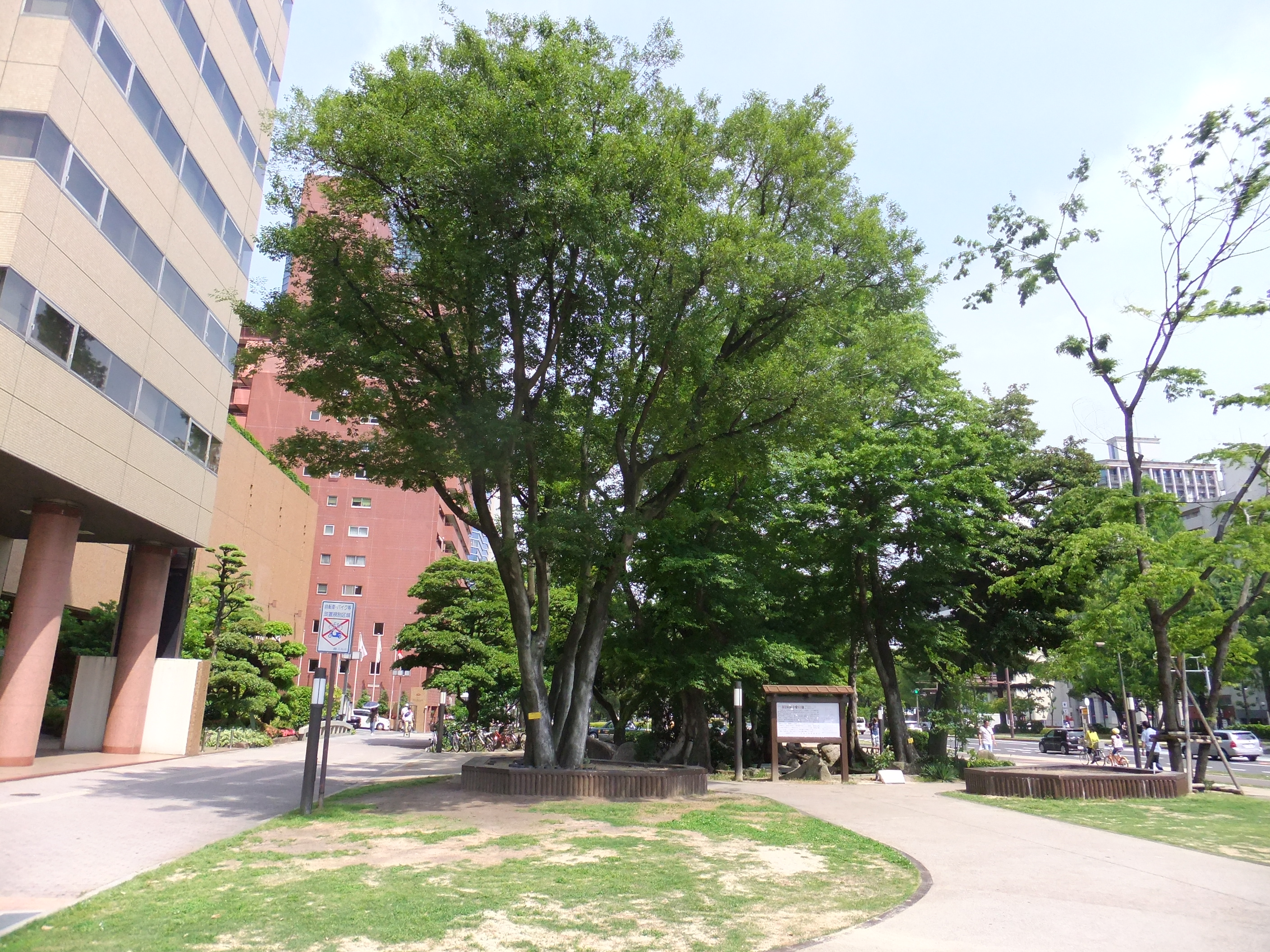
旧国泰寺的朴树
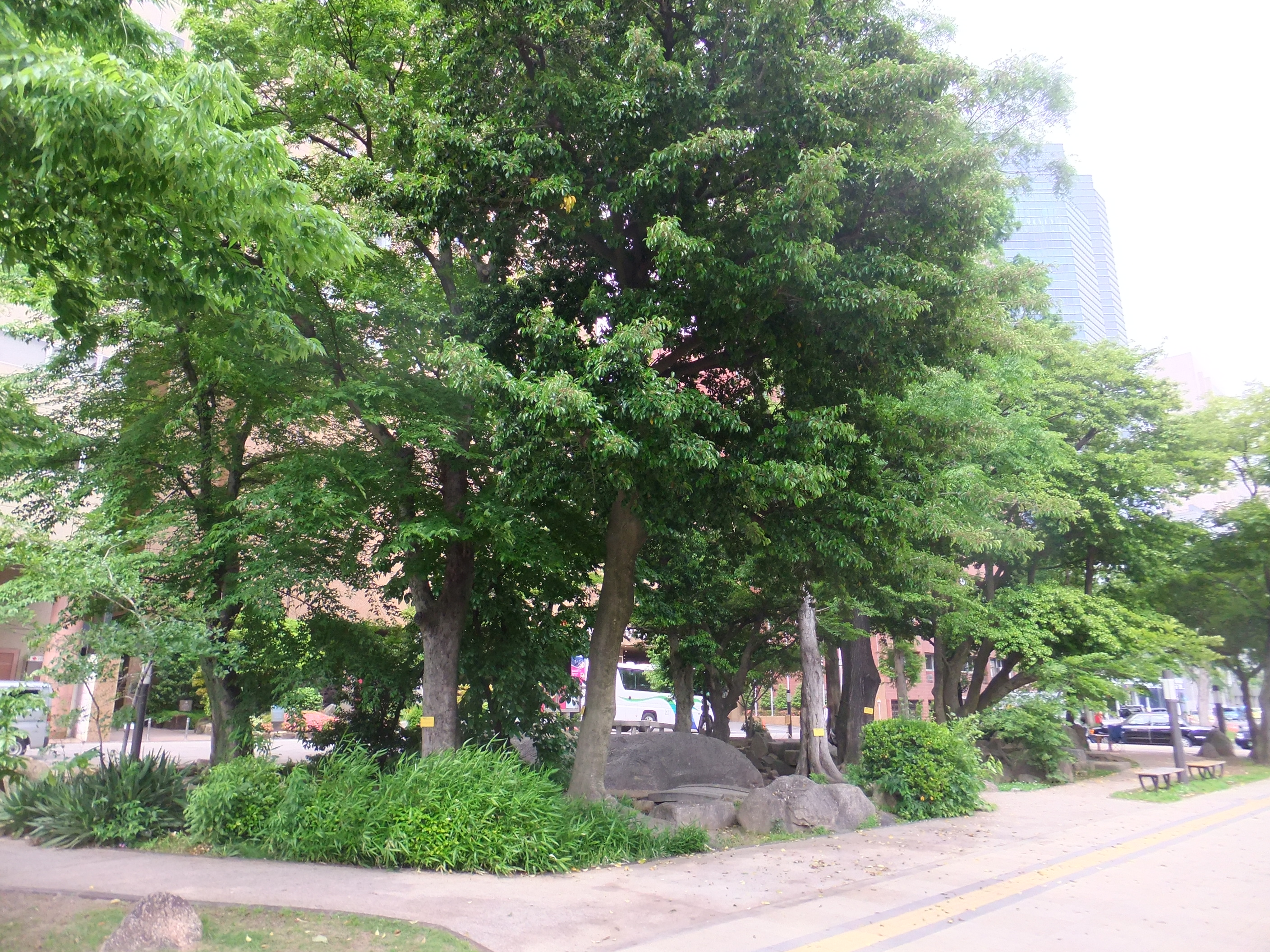
旧国泰寺爱宕池周围的糙叶树、铁冬青和苦楝

### 交叉道路
| 交叉道路                             | 交叉道路                            | 交叉口 | 交叉口           | 备注     |
| ------------------------------------ | ----------------------------------- | ------ | ---------------- | -------- |
| 市道比治山东云线                     |                                     |        |                  |          |
| 广岛县道37号广岛三次线（比治山通）   | 广岛县道37号广岛三次线（比治山通）  | 南区   | 鹤见桥东端       |          |
| 广岛市道站前吉岛线（站前通）辅道     | 广岛市道站前吉岛线（站前通）辅道    | 中区   | 田中町           |          |
| 广岛市道御幸桥三篠线（中央通）       | 广岛市道御幸桥三篠线（中央通）      | 中区   | 三川町           |          |
| 国道54号（鯉城通）                   | 国道54号（鯉城通）                  | 中区   | 白神社前         |          |
| 广岛市道中岛吉岛线（吉岛通）         | 广岛和平纪念公园入口                | 中区   | 平和公园前       |          |
| 广岛市道横川江波线（舟入通/寺町通）  | 广岛市道横川江波线（舟入通/寺町通） | 中区   | 小网町           |          |
| 广岛市道站前观音线（中广通）         | 广岛市道站前观音线（中广通）        | 西区   | 西观音町停留场东 |          |
|                                      | 市道比治山庚午线（宫岛街道）        | 西区   | 西广岛站前       | 宫岛街道 |
| 国道2号（西广岛绕行线庚午匝道）      | 国道2号（新广岛绕行线）             | 西区   | 新广岛绕行线入口 | 宫岛街道 |
| 国道2号（宫岛街道） 岩国・廿日市方向 |                                     |        |                  |          |

### 防灾
灾害地图警告称一旦发生大规模灾害，以下路段可能出现洪涝灾害。以下标注中的“内涝”是指由于局部强降雨导致的陆地洪涝，且排水系统无法跟上，而“外涝”是指由于河流泛滥造成的洪涝。
此外，这条道路是广岛县道路交通拥堵对策委员会认定的交通拥堵严重地区。
| 地点                                     | 最低海拔 | 类型 | 预期损失 |        |
| ---------------------------------------- | -------- | ---- | --- | ------ |
| 鹤见町到大手町 （京桥川 - 元安川）       | 1.0m     | 内涝 | - 富士见町的洪水深度可达10厘米至20厘米。 - 穿过该地区的田中町隧道也需注意安全。                                                 | [ 77 ] |
| 鹤见町到大手町 （京桥川 - 元安川）       | 1.0m     | 外涝 | - 除两端的鹤见町和大手町外，该地区几乎全部被淹没。 - 最严重的洪水发生在田中町附近的地面以上，其他地区则低于地面。               | [ 78 ] |
| 中岛町 （元安川 - 旧太田川）             | 2.0m     | 内涝 | - 除河岸地区外，几乎全线被淹没，水深达100厘米至150厘米。 - 最近的疏散地点是广岛国际会议中心。                                   | [ 79 ] |
| 中岛町 （元安川 - 旧太田川）             | 2.0m     | 外涝 | - 和平公园路口附近的一楼被淹没。                                                                                                | [ 80 ] |
| 河原町、舟入町 （旧太田川 - 天满川）     | 1.8m     | 内涝 | - 除沿河部分外，几乎全线均被淹没，水深达50厘米至100厘米。 - 最近的疏散地点是广岛市立神崎小学和神崎保育园。                      | [ 81 ] |
| 河原町、舟入町 （旧太田川 - 天满川）     | 1.8m     | 外涝 | - 除河边区域外，几乎整条线路的一楼都被淹没。                                                                                    | [ 82 ] |
| 观音町、福岛町 （天满川 - 太田川放水路） | 1.5m     | 内涝 | - 东观音町、西观音町的大部分地区以及福岛町二丁目部分地区被淹，水深达50至100厘米。 - 西区役所和西消防署位于这段道路沿线。        | [ 83 ] |
| 观音町、福岛町 （天满川 - 太田川放水路） | 1.5m     | 外涝 | - 东观音町和西观音町的大部分一楼都被淹没。 - 西观音町公交车站附近的水位高于地面，但由于该区域靠近泄洪道，因此不会造成洪水损害。 | [ 84 ] |

| 整条线路未被指定为预期区域。 | [ 85 ] |

| 西观音町电车站东口 | - 广岛电铁本线的十字路口，由于附近有西观音町电车站，所以有些地方视野不佳。 - 2012年，这里是广岛市交通事故最严重的四个路口之一。                                                  | [ 86 ] [ 87 ] |
| 白神社前交叉口     | - 这里也是国道54号线（鲤城通）和广岛电铁宇品线的交叉口，国道54号是交通拥堵路段。最近的公交车站（袋町/中田前）距离路口较远。 - 2013年，这是广岛市交通事故最严重的三大交叉口之一。 | [ 88 ]        |

## 沿线

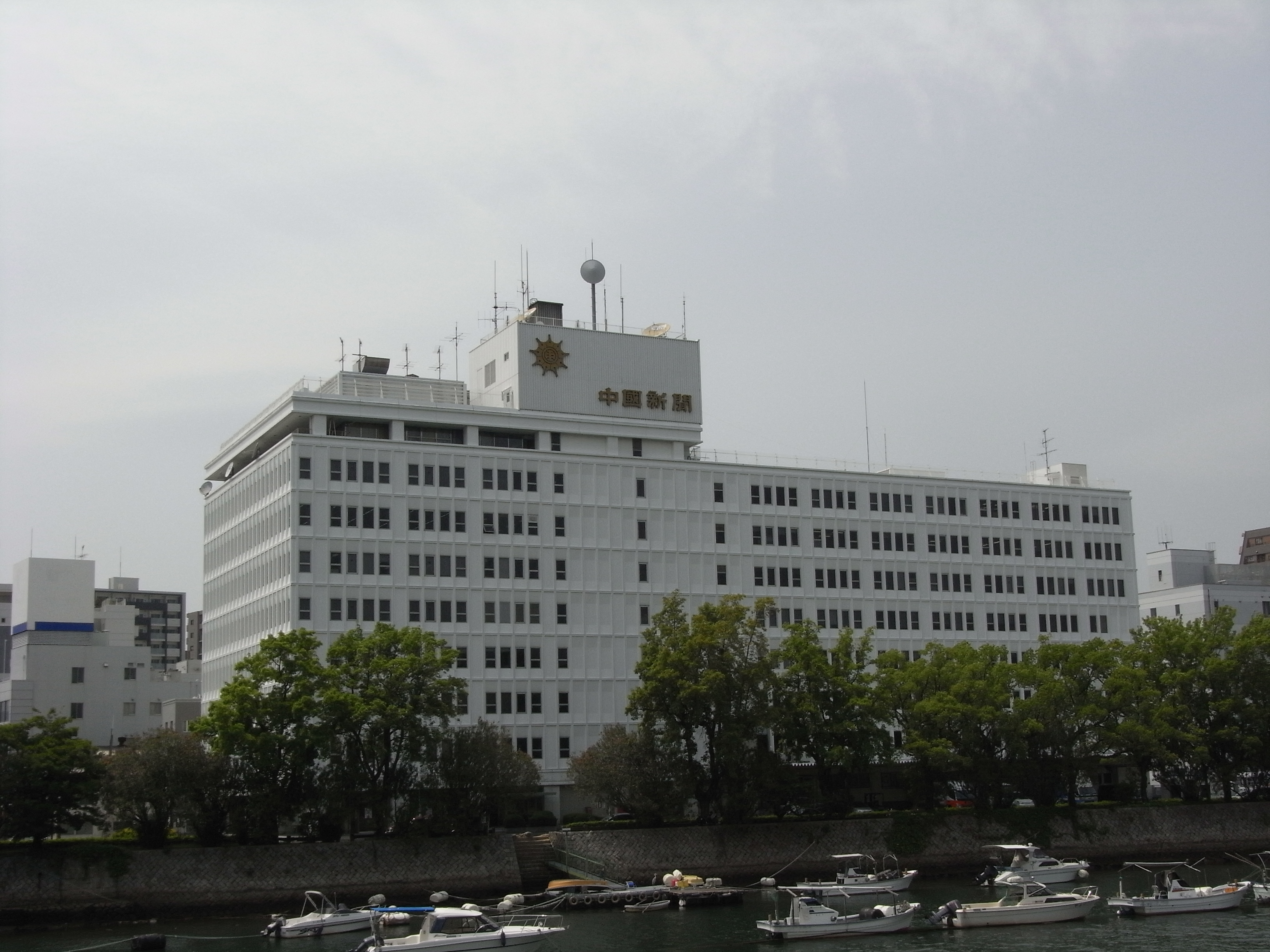
中国新闻社本社
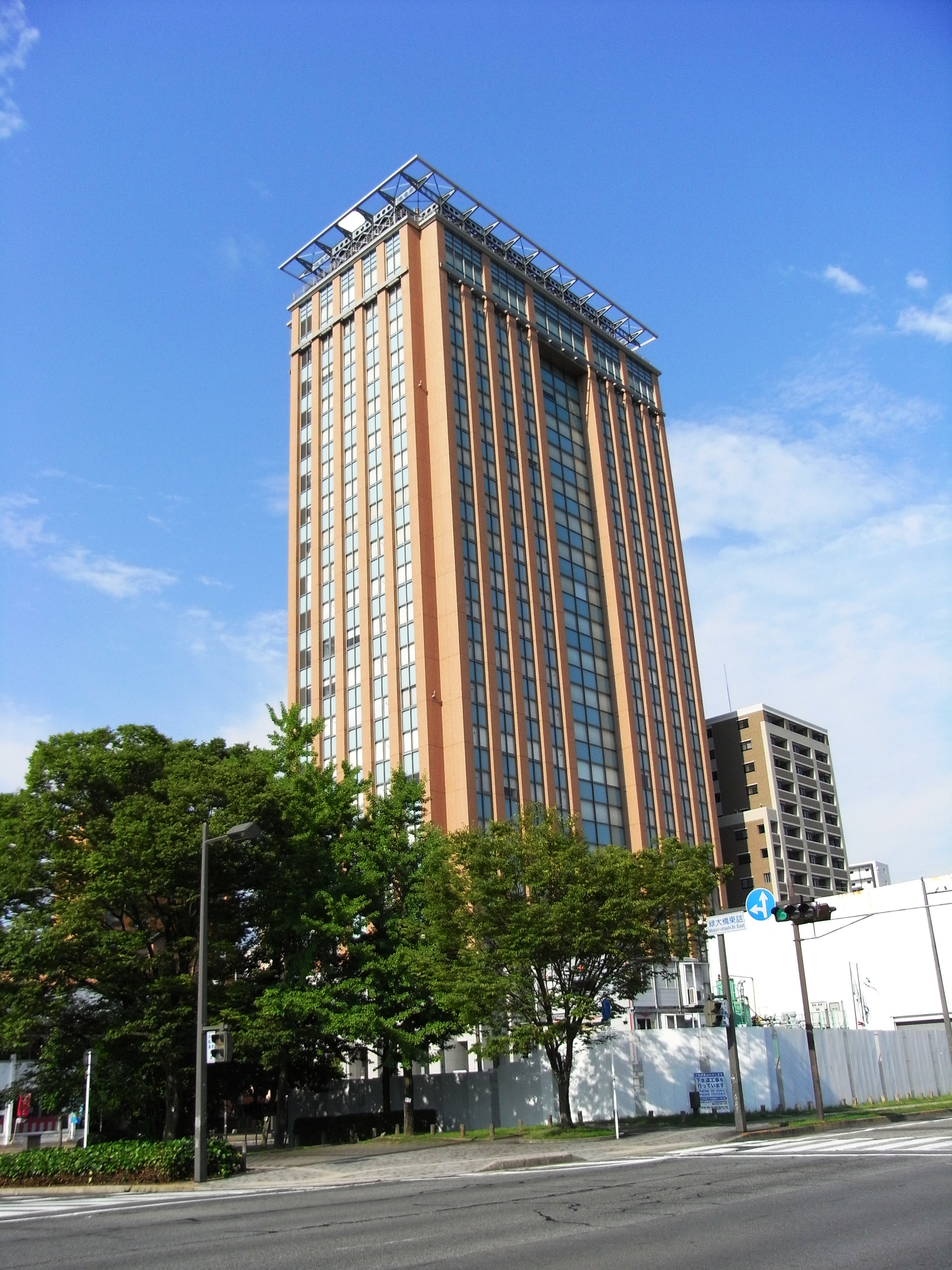
平和大通电气大厦
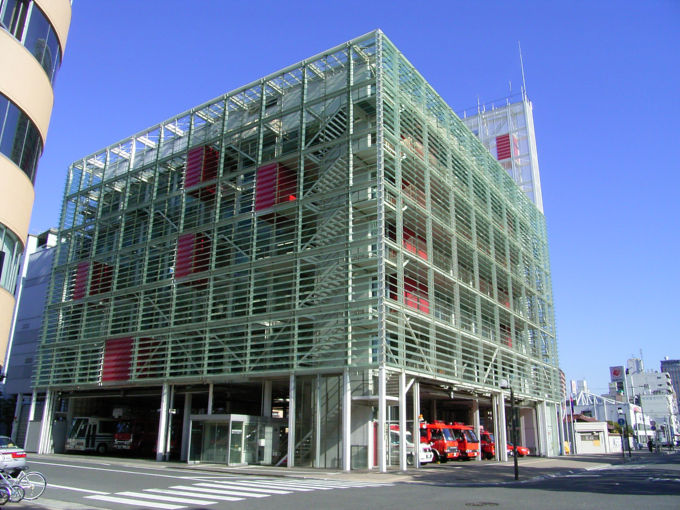
广島西消防署
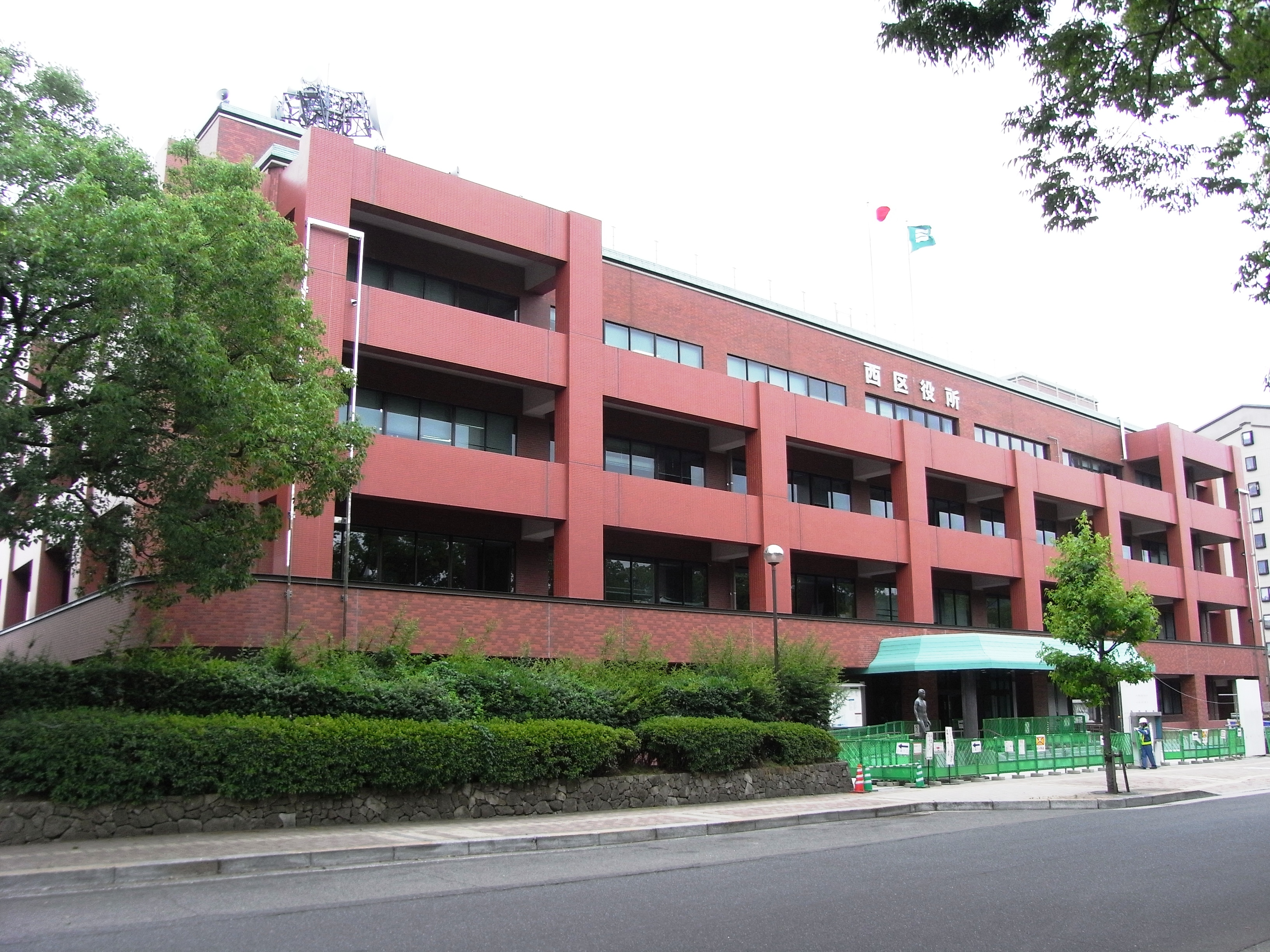
西区役所

这条路沿线矗立着数座高层建筑，其中大部分建于20世纪80年代至1994年广岛亚运会期间，即泡沫经济时期。这些建筑也因集中在道路北侧而引人注目。
和平公园东侧
这一区域为商业区，两旁林立着高层和中层建筑、酒店和商业店铺。然而，由于交通不便，公交车是唯一的主要交通工具，不如相生通周边地区发达。

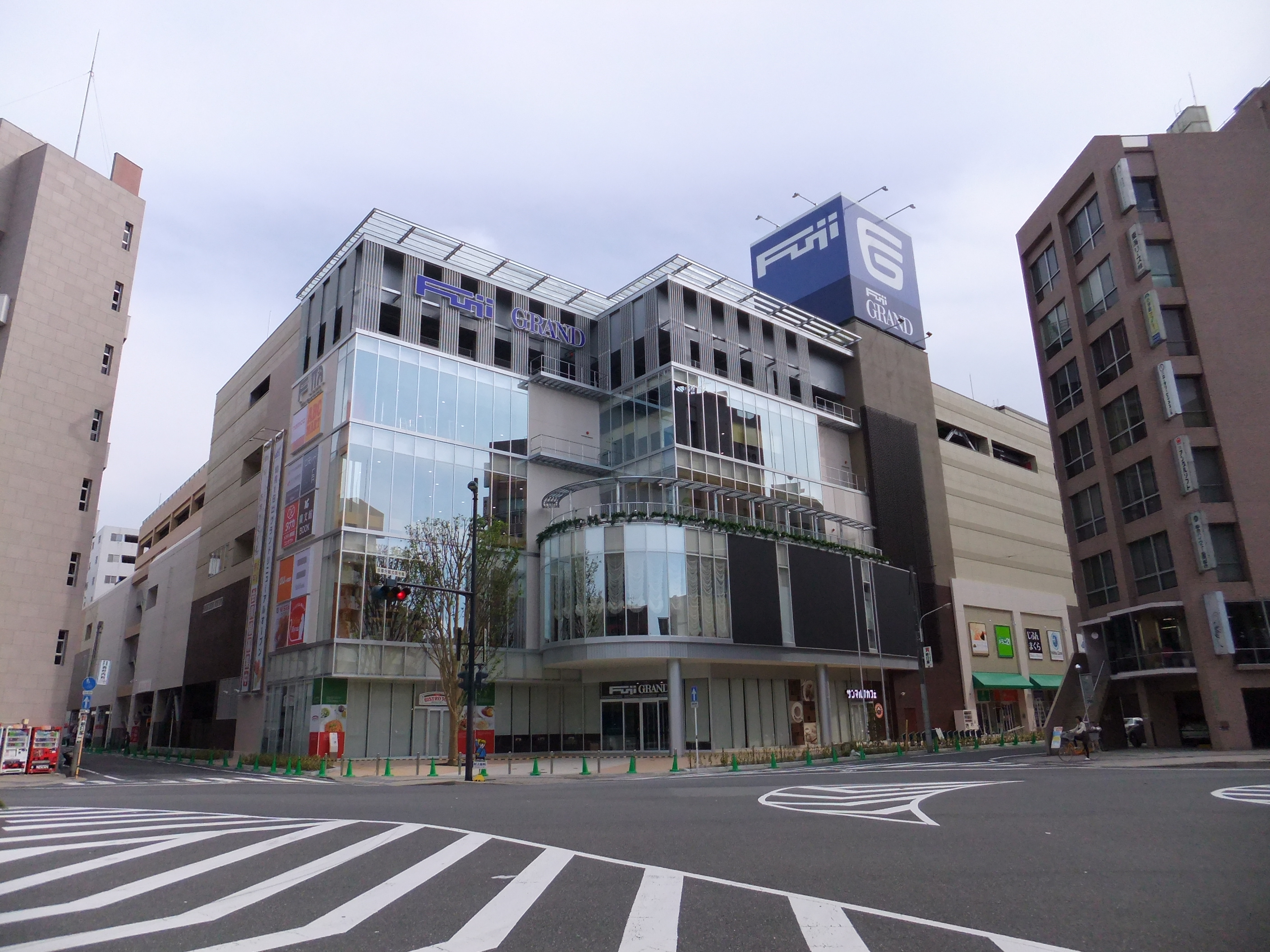
Fuji Grand广岛
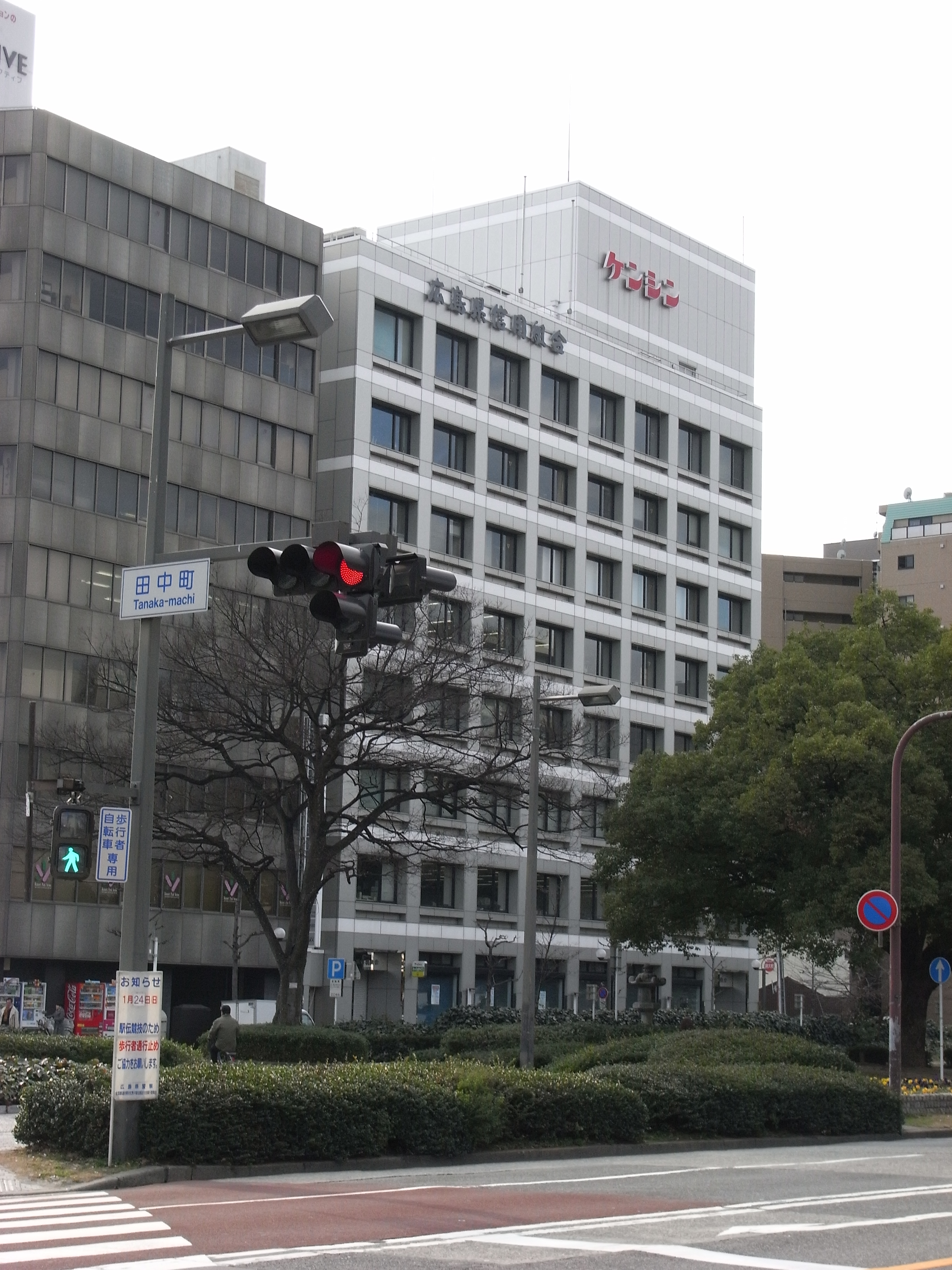
广岛县信用组合本店
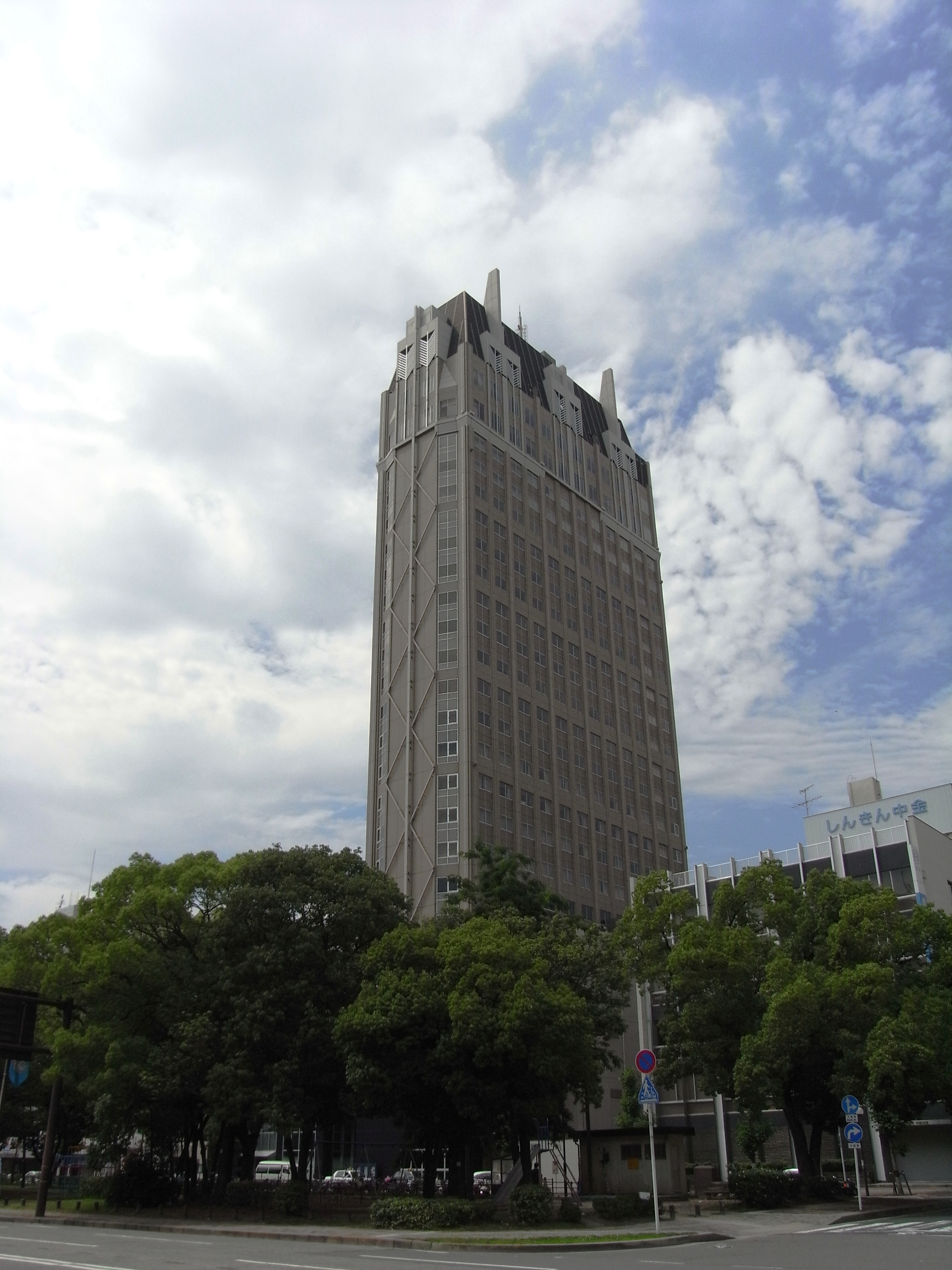
广岛东方酒店
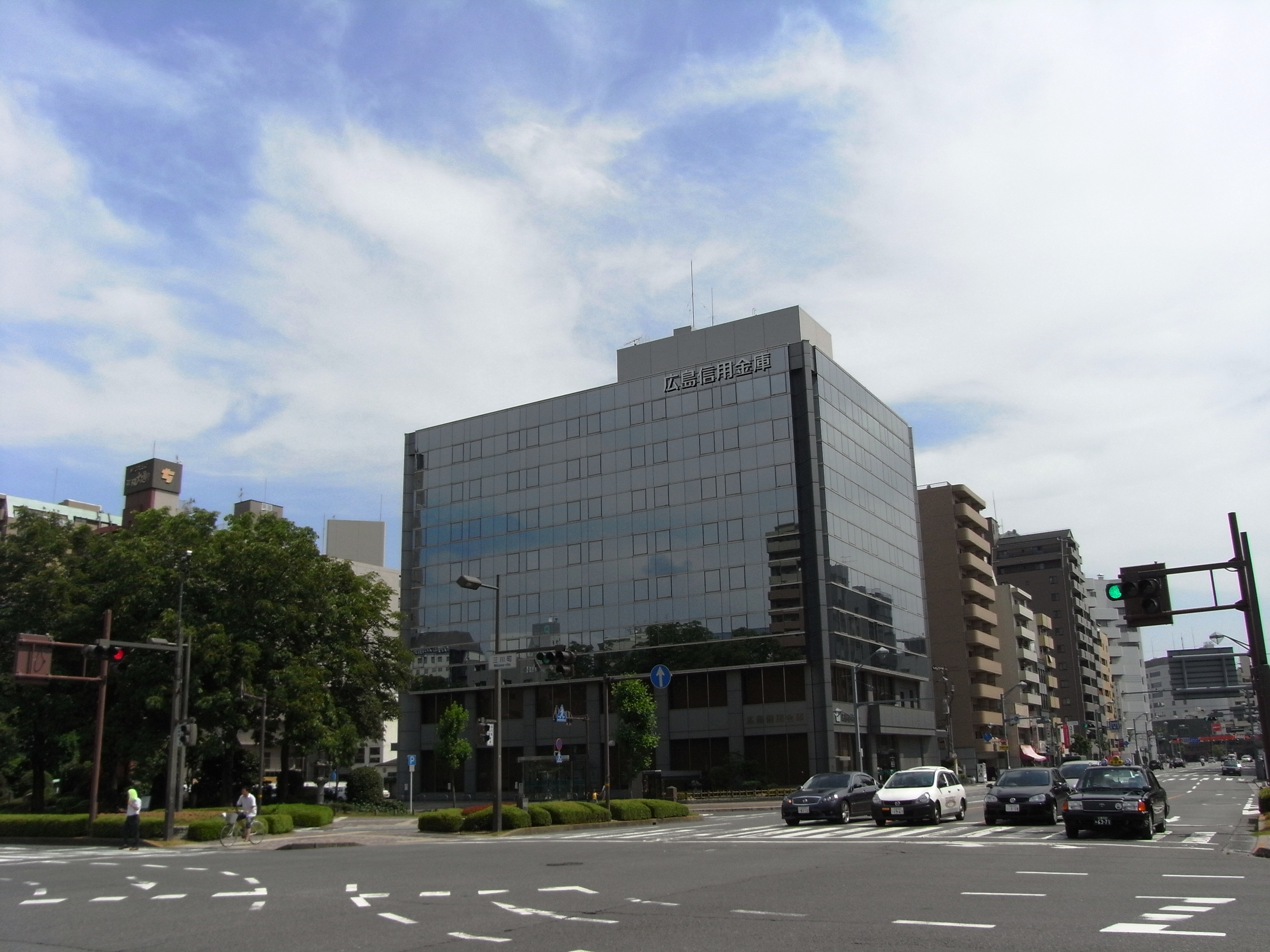
广岛信用金库本店
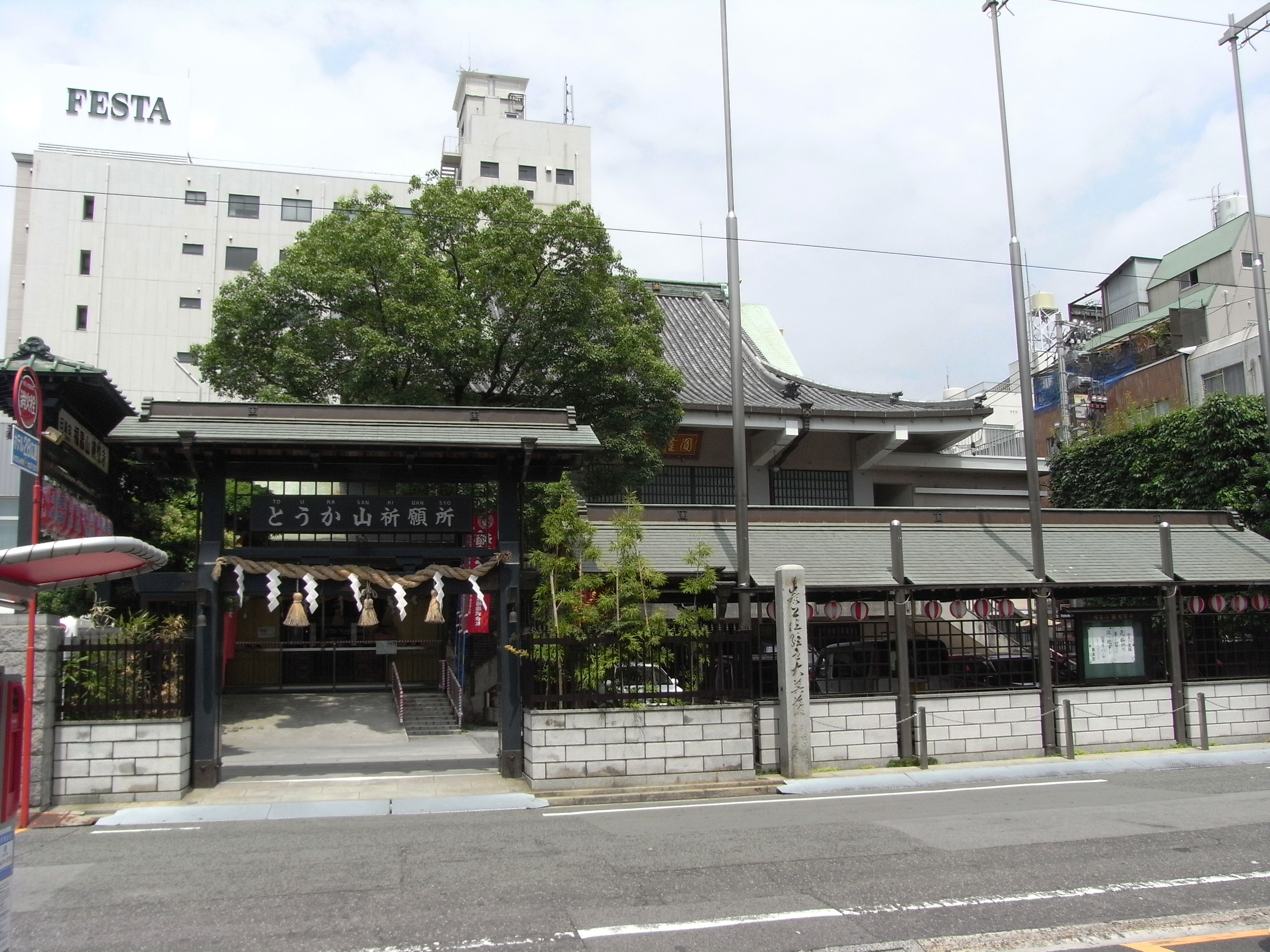
円隆寺
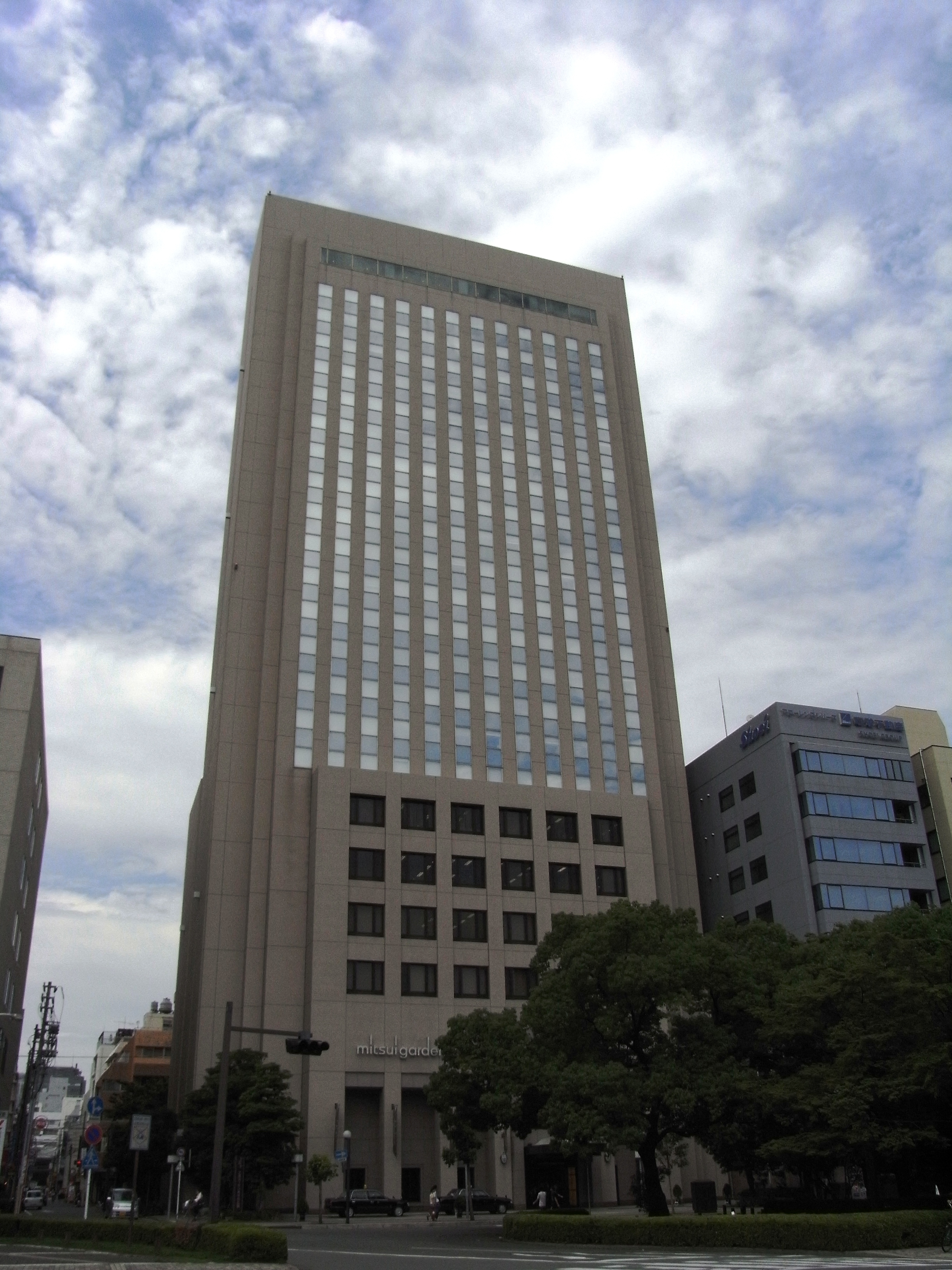
广岛三井花园酒店
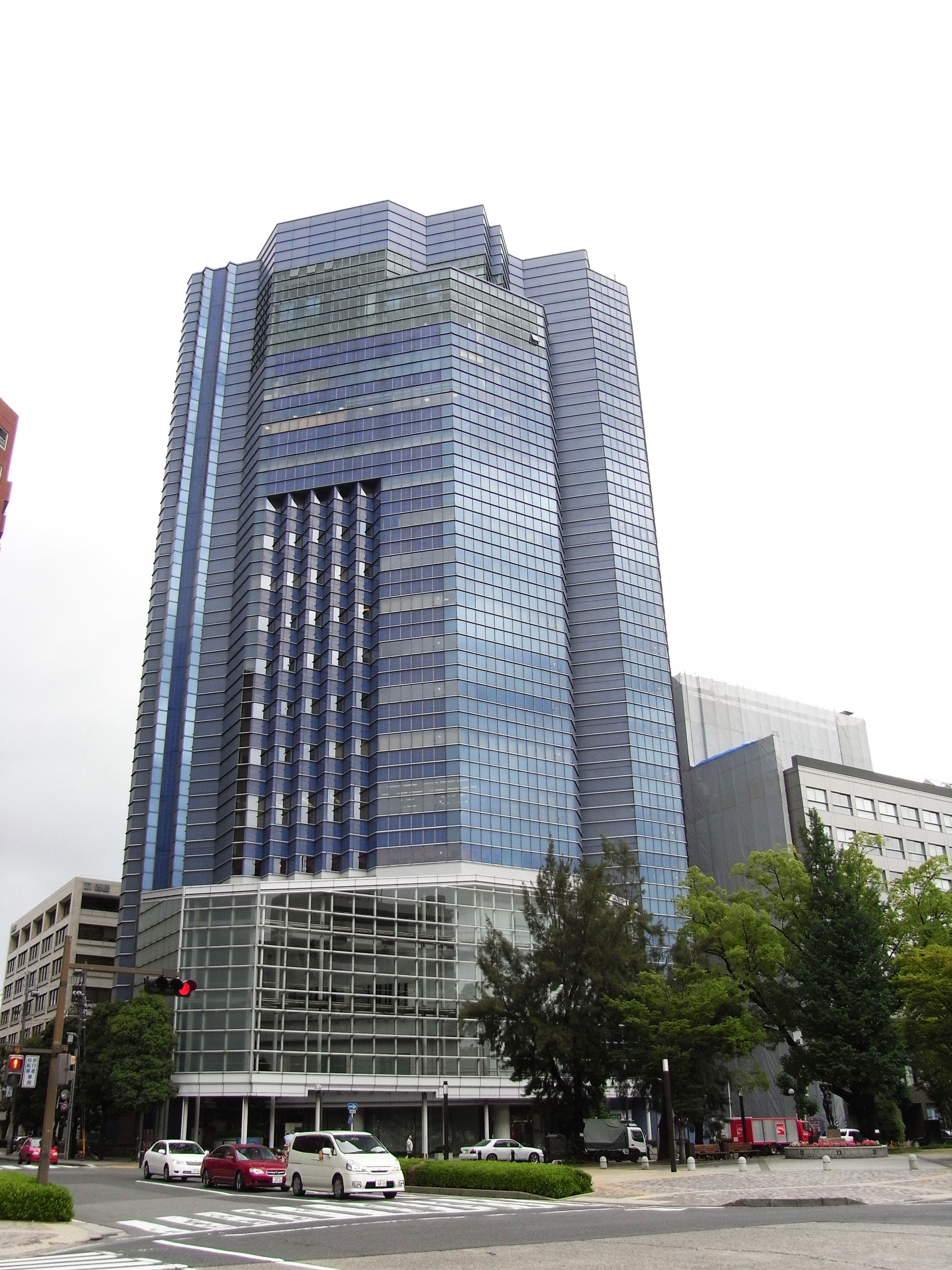
广岛Crystal Plaza
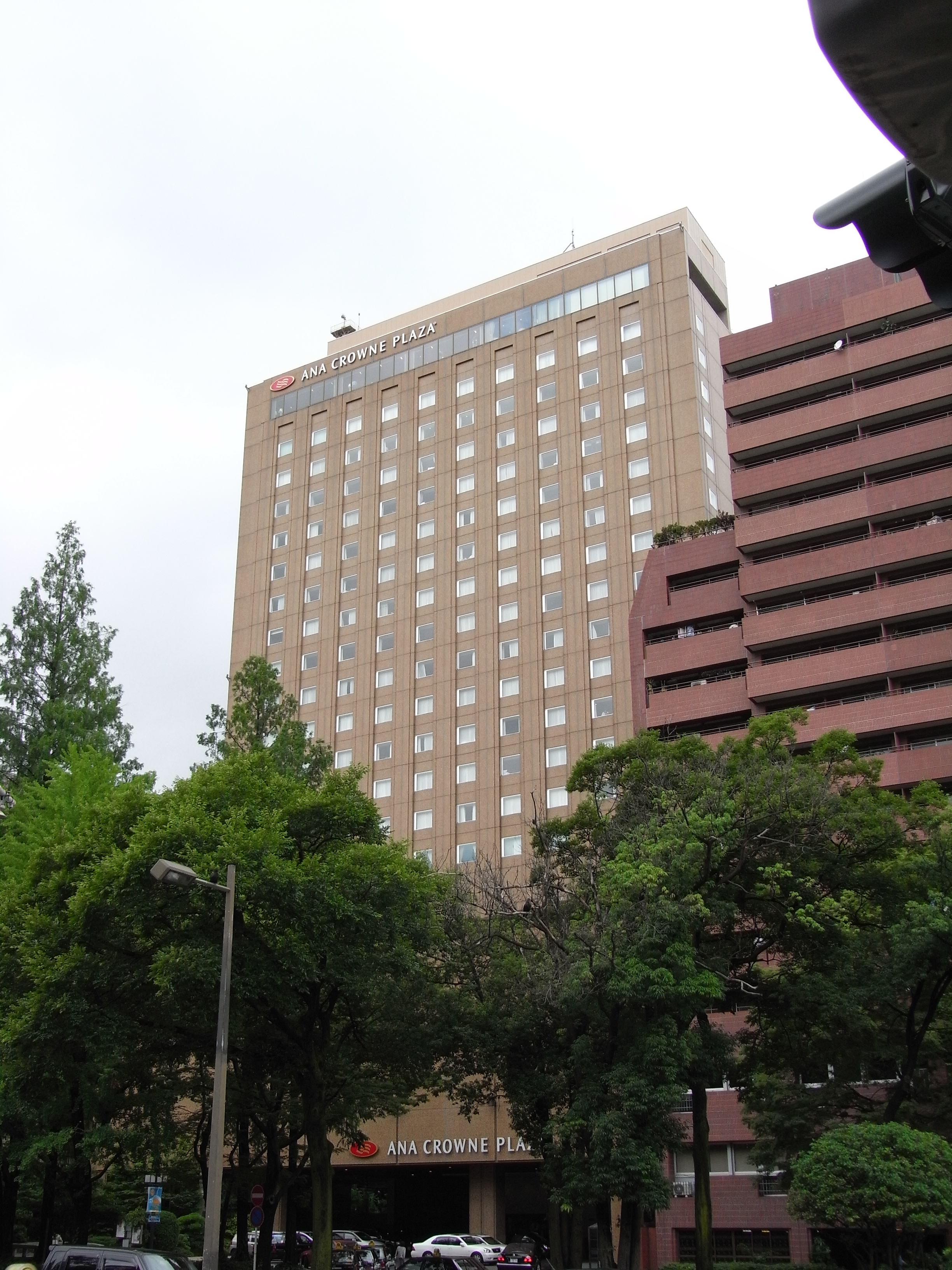
广岛皇冠假日酒店
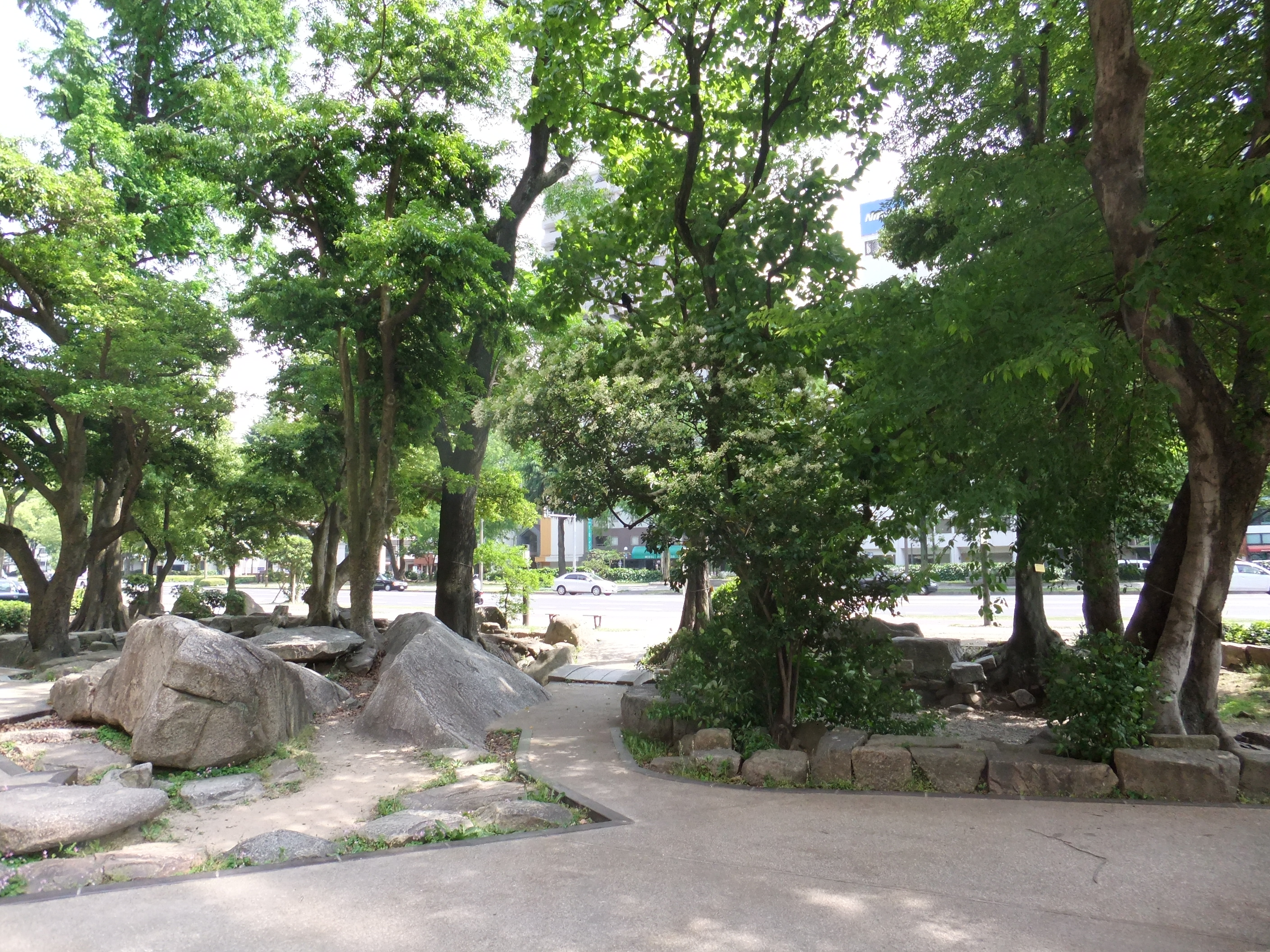
国泰寺爱宕遗迹
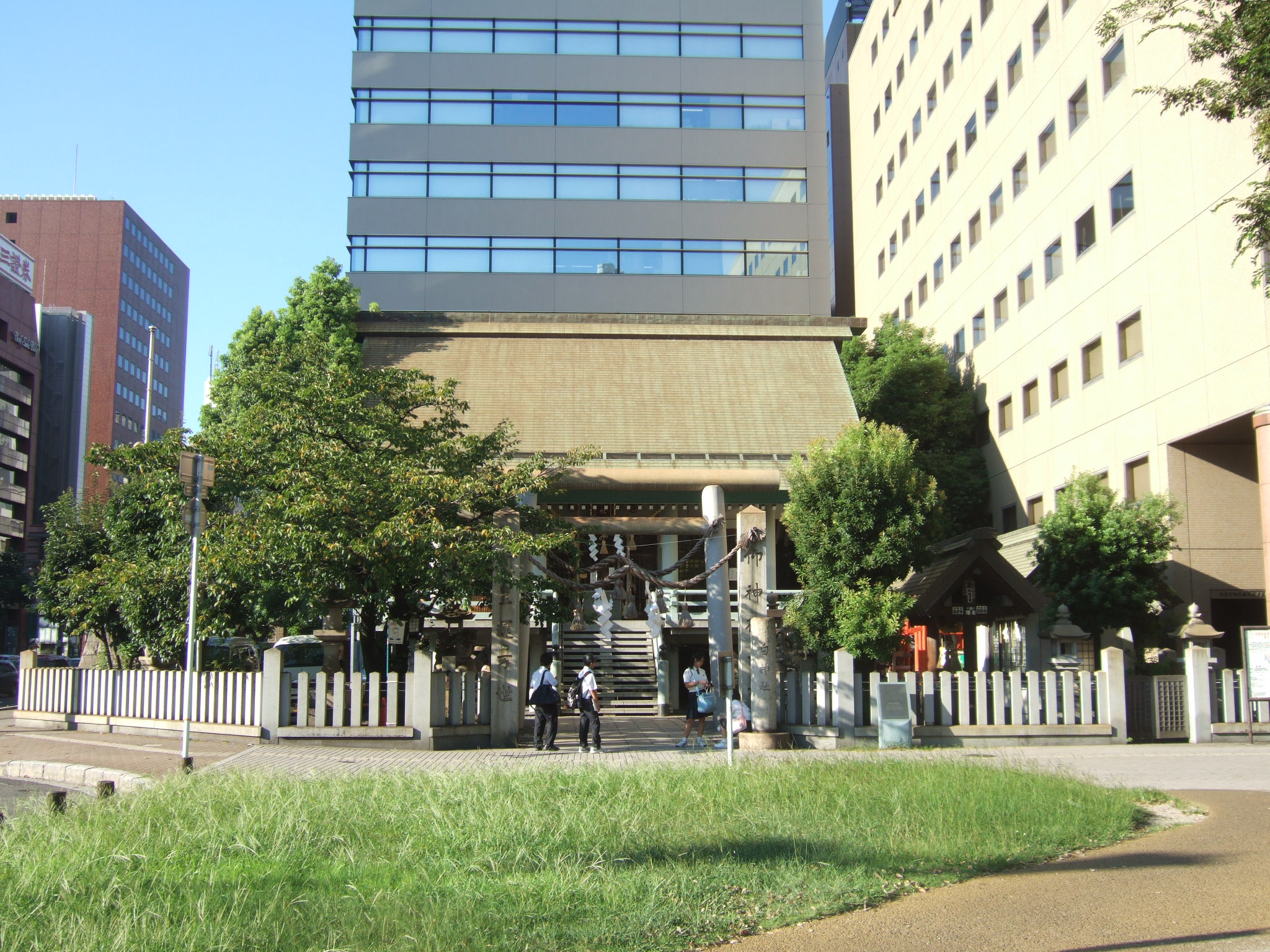
白神社
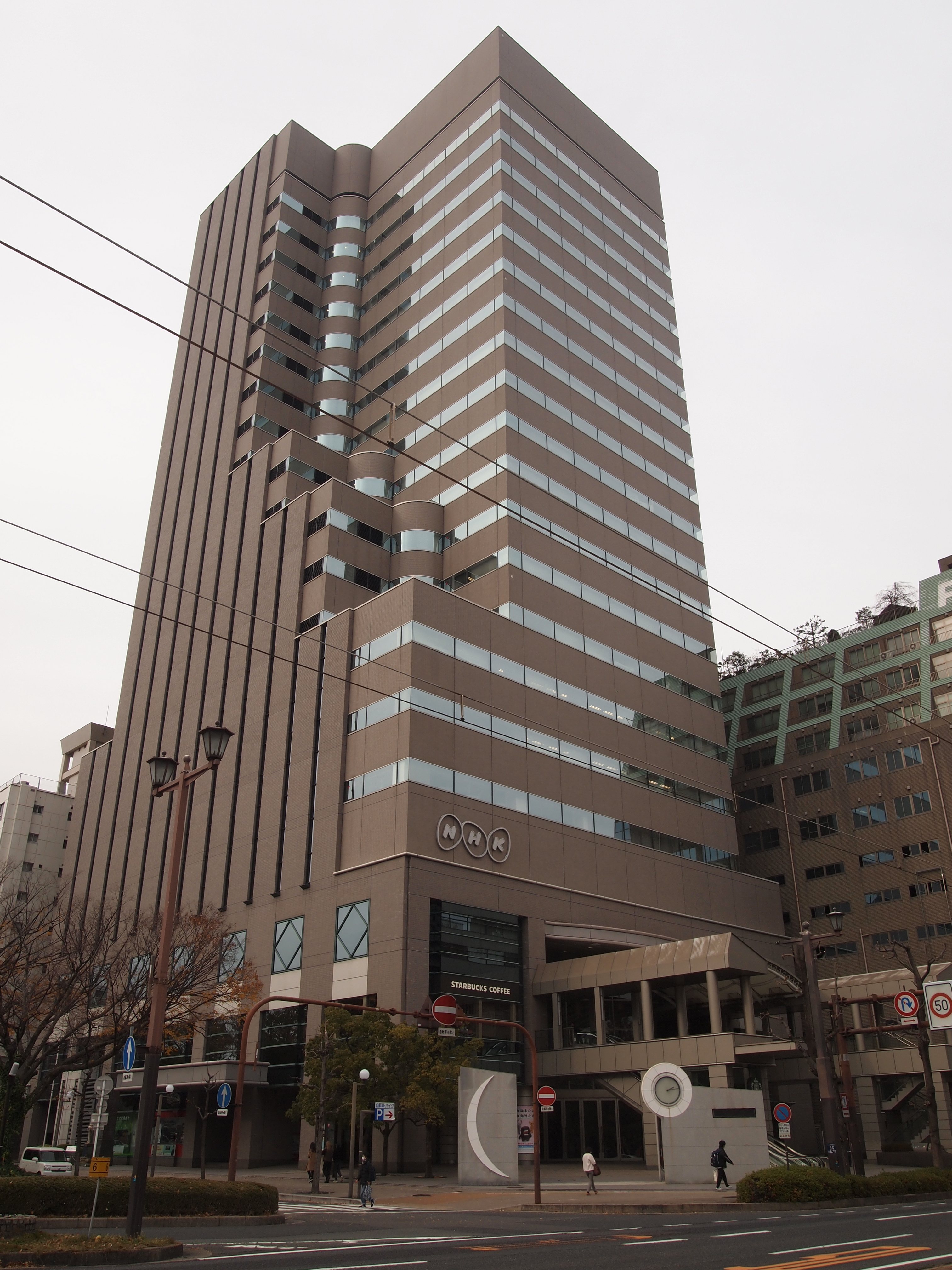
NHK广岛放送局

和平公园西侧
这里也有中层建筑，越往西走越靠近住宅区。
- 中国新闻社本社
- 平和大通电气大厦
- 广島西消防署
- 西区役所

## 主要活动
在20世纪50年代的施工期间，这条街道一度荒废，直到20世纪60年代末机动化开始之前，街道中心仍举办过各种活动。20世纪50年代，木下大马戏团曾在这里演出。1958年，它被用作广岛复兴大博览会的场地。直到1965年左右，这里还设有一个网球场。
除了这些偶尔举办的活动外，平和大通此前仅被用作休闲区，绿地内设置了长椅和其他街道设施。然而，在1975年，广岛东洋鲤鱼队首次赢得中央联赛冠军时，平和大通上举行了盛大的胜利游行，30万广岛居民参加了游行。以此为契机，1977年，象征广岛作为国际和平文化城市的文化活动——广岛鲜花节于每年5月3日至5日三天举行，平和大通成为地区文化交流的场所，每年吸引多达150万人参加。
| 活动名称                       | 活动时间              | 备注                                           |
| ------------------------------ | --------------------- | ---------------------------------------------- |
| 天皇杯全国县际男子驿传竞走大赛 | 1月中旬               | 起点和终点均为和平公园，参赛选手将穿过这条街。 |
| 广岛鲜花节                     | 5月3日 - 5日          |                                                |
| 广岛梦想节                     | 11月17日 - 翌年1月3日 |                                                |
| 广岛早市                       | 每周日                |                                                |

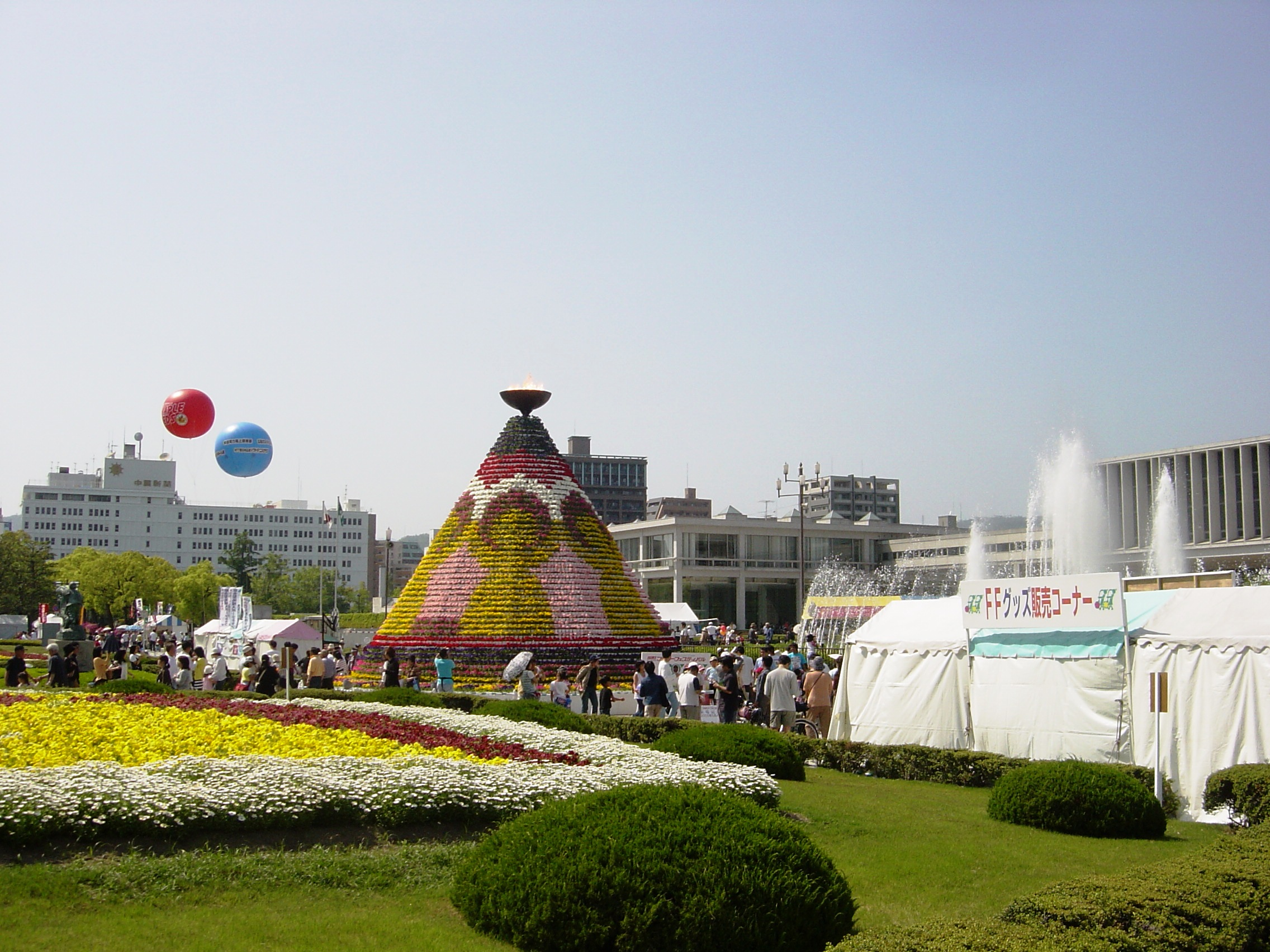
广岛鲜花节
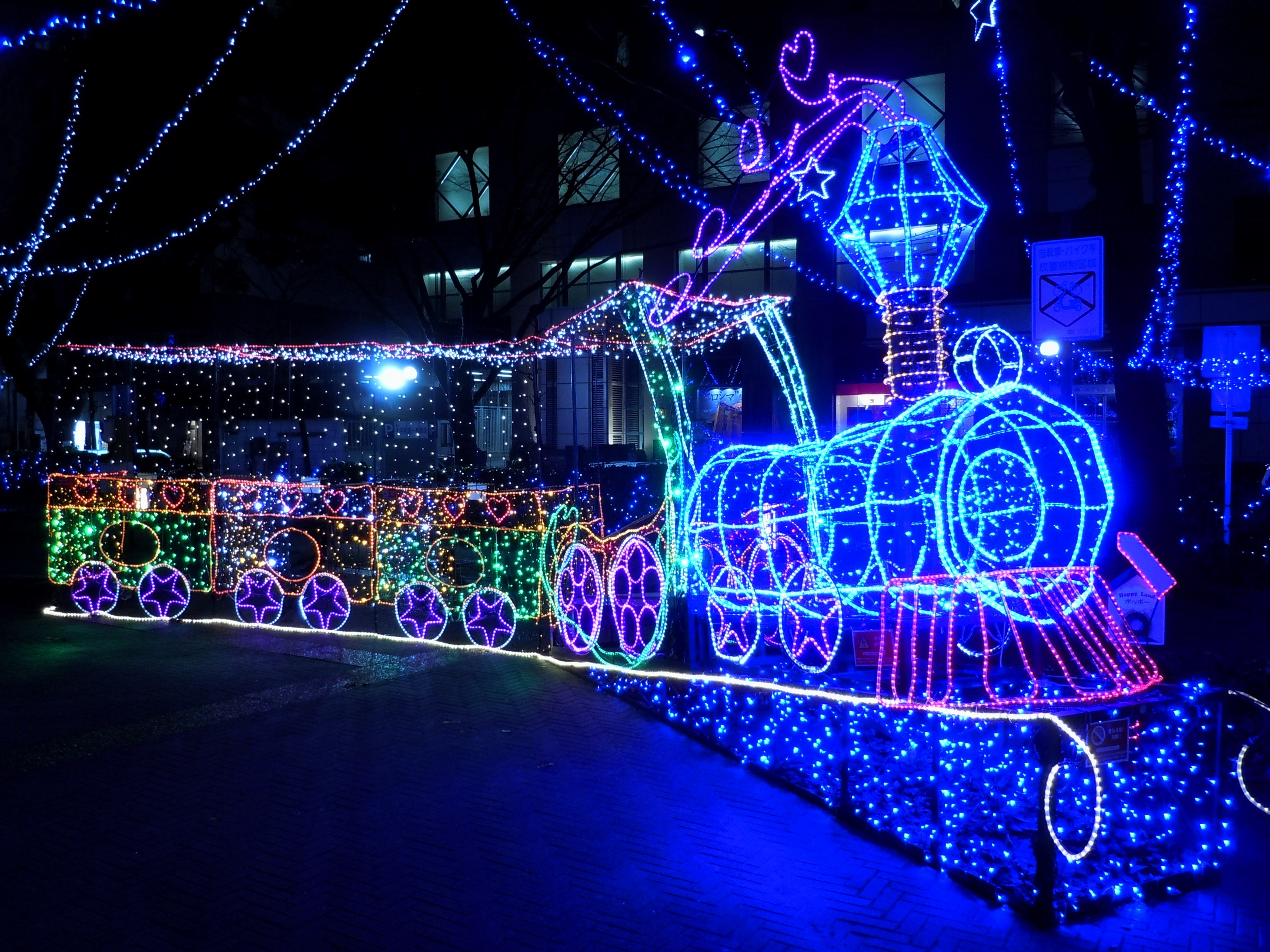
广岛梦想节
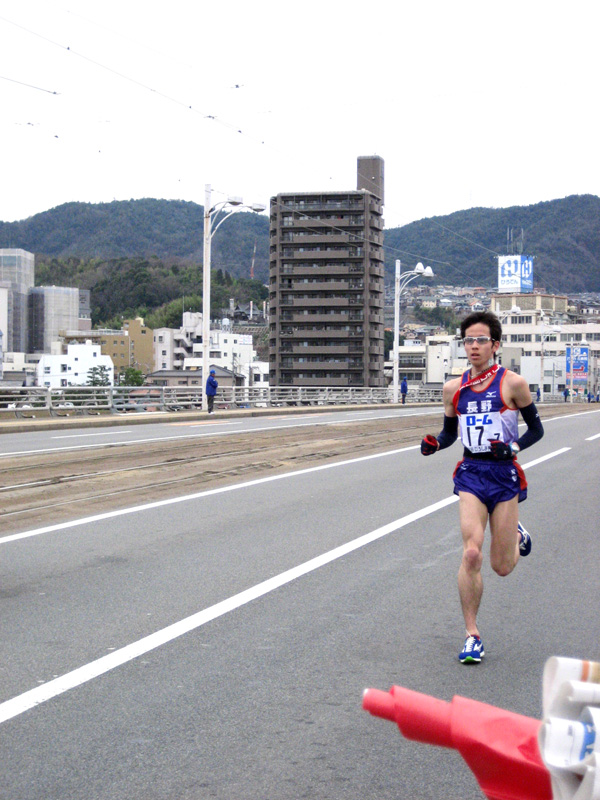
竞走大赛